# Affaire Fillon
Pour les articles homonymes, voir Fillon (homonymie).

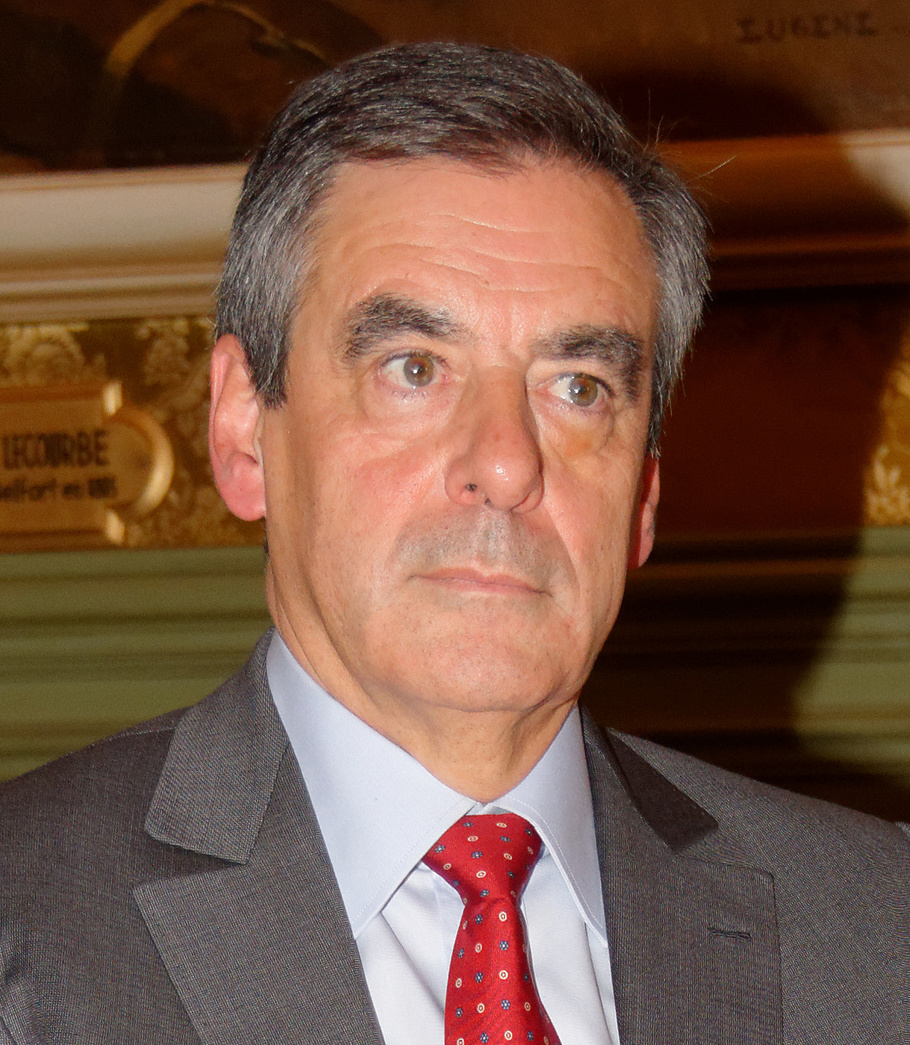
François Fillon en 2016.

L'affaire Fillon (aussi connue sous le nom d'affaire Penelope Fillon, ou encore Penelopegate) est une affaire politique et judiciaire survenue pendant la campagne pour l'élection présidentielle française de 2017 et portant initialement et encore sur des soupçons d'emplois fictifs concernant Penelope Fillon, épouse de François Fillon. Advenue à un moment où François Fillon, candidat de la droite et du centre désigné par une large primaire à l'automne 2016, est en position de favori, elle a un important retentissement médiatique et provoque pendant plusieurs semaines la remise en cause de sa candidature par certains membres de son parti politique. Il refuse de se désister et maintient sa candidature malgré sa mise en examen puis est défait au premier tour de l'élection présidentielle, le 23 avril 2017.
Le journalisme d'investigation est alors placé au cœur du jeu politique car l'affaire débute par un article du Canard enchaîné le 25 janvier 2017 qui affirme que Penelope Fillon est rémunérée 500 000 euros brut pour des emplois d'attachée parlementaire auprès de son mari et son suppléant Marc Joulaud entre 1998 et 2007 et en 2012. Il affirme aussi qu'elle a eu, en 2012-2013, un emploi de conseillère littéraire à la Revue des Deux Mondes payé 100 000 euros brut. L'absence de traces convaincantes du travail de Penelope Fillon et sa distance avec la vie politique de son mari conduisent le journal à soupçonner que ces emplois seraient fictifs. Le jour même, le parquet national financier (PNF) ouvre une enquête préliminaire pour détournements de fonds publics, abus de biens sociaux et recel de ces délits. Dès le 26 janvier, François Fillon conteste le caractère fictif de ces emplois dans un entretien au journal télévisé.
Le 1er février 2017, Le Canard enchaîné publie un article qui, en incluant les années 1988-1990 et 2013, revoit à la hausse le total des salaires de Penelope Fillon en tant qu'assistante parlementaire pour un montant de 813 440 euros brut. L'hebdomadaire mentionne aussi une nouvelle somme de 84 000 euros brut, versée à deux des enfants du couple, Charles et Marie Fillon, entre 2005 et 2007 comme assistants parlementaires quand leur père était sénateur.
Le 17 février 2017, François Fillon annonce, en contradiction avec une de ses précédentes déclarations publiques, qu'il maintiendra sa candidature à la présidentielle même s'il est mis en examen. Il dénonce « un coup d’État institutionnel » porté contre lui par la gauche et ses avocats remettent en cause les fondements de la procédure et la compétence du PNF pour traiter cette affaire. Sous la pression du parquet général de Paris, le parquet national financier ouvre une information judiciaire le 24 février 2017. François Fillon est mis en examen le 14 mars 2017 pour « détournements de fonds publics », « complicité et recel de détournements de fonds publics », « complicité et recel d’abus de bien sociaux » et « manquements aux obligations de déclaration à la Haute Autorité pour la transparence de la vie publique ». L'enquête s'étend le 16 mars aux costumes de luxe offerts à François Fillon depuis 2012 totalisant une valeur de plusieurs dizaines de milliers d'euros, avec un réquisitoire supplétif contre X pour « trafic d'influence », ainsi qu'à des accusations de « faux, usage de faux » et « escroquerie aggravée » concernant des documents saisis lors d'une perquisition.
Cette affaire a contribué à l’avènement des lois pour la confiance dans la vie politique, adoptées en août 2017, qui interdisent notamment aux parlementaires d’employer des membres de leur famille directe (conjoint, parents, enfants, beaux-parents et beaux-enfants).
Le 9 mai 2022, la cour d'appel de Paris condamne les époux Fillon pour détournement de fonds public. François Fillon est condamné à quatre ans de prison, dont un ferme, ainsi qu'à dix ans d’inéligibilité. Son épouse Penelope est condamnée à deux ans de prison avec sursis et deux ans d'inéligibilité, et Marc Joulaud à trois ans de prison avec sursis et cinq ans d’inéligibilité. Le même jour, les époux Fillon ainsi que Marc Jouleau décident de former un pourvoi en cassation contre cette décision de la cour d'appel.
Le 24 avril 2024, la Cour de cassation confirme définitivement les condamnations de François Fillon, Penelope Fillon et Marc Joulaud. Une Cour d'appel réévalue la peine de François Fillon le 29 avril suivant, celles des autres étant définitives. Le 17 juin 2025, François Fillon est définitivement condamné à quatre ans de prison avec sursis, 375 000 euros d’amende et cinq ans d’inéligibilité, et se pourvoit en cassation.

## Éléments de l'affaire

### Soupçons d'emplois fictifs dans la famille Fillon

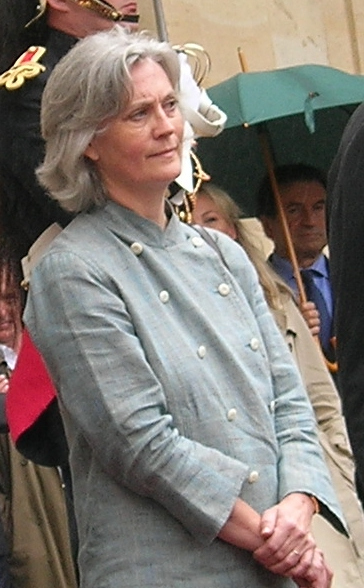
Penelope Fillon en 2007.

L'affaire Penelope Fillon ou affaire Fillon, parfois surnommée « Penelopegate », est une affaire politique et judiciaire portant sur des soupçons d'emplois fictifs concernant des membres de la famille de François Fillon. Cette affaire débute fin janvier 2017 durant la campagne pour l'élection présidentielle française de 2017 à un moment où François Fillon, candidat de la droite et du centre, est en position de favori pour cette élection.

#### Début de l'affaire: l'article duCanard enchaînédu 25 janvier 2017
L'affaire commence avec l'article du Canard enchaîné du 25 janvier 2017 — annoncé dès le 24 janvier — qui affirme que Penelope Fillon aurait été rémunérée environ 500 000 euros bruts pour un emploi d'assistante parlementaire de son mari, de 1998 à 2002 et en 2012, et de son suppléant, Marc Joulaud, de 2002 à 2007. Le journal écrit aussi qu’entre mai 2012 et décembre 2013, Mme Fillon aurait perçu 100 000 euros comme conseillère littéraire à la Revue des Deux Mondes. Dans son article, Le Canard enchaîné déclare avoir interrogé une assistante de Marc Joulaud, Jeanne Robinson-Behre, celle-ci a répondu à propos de Penelope Fillon : « Je n'ai jamais travaillé avec elle, je n'ai pas d'info à ce sujet. Je ne la connaissais que comme femme de ministre. ». Il a aussi questionné le directeur de la Revue des Deux Mondes de l'époque, Michel Crépu, qui a répondu que Penelope Fillon a bien « signé deux ou peut-être trois notes de lecture » mais qu'il n'a jamais eu « la moindre trace de ce qui pourrait ressembler à un travail de conseiller littéraire. ».
Dès le 24 janvier 2017, la presse, s'appuyant sur les déclarations du Canard enchaîné, évoque un soupçon d'emploi fictif de Penelope Fillon comme assistante parlementaire,.
Le jour même, l'entourage de François Fillon affirme à quelques journalistes qu'elle « a été la collaboratrice de François Fillon. C’est fréquent que les conjoints soient [le] collaborateur, à gauche comme à droite. Elle a toujours travaillé dans l’ombre, ce n’est pas son style de se mettre en avant ».
Dans l'article du Canard enchaîné, Christine Kelly, auteur d'une biographie sur François Fillon, exprime ses doutes sur l'emploi de Penelope Fillon : « Je n'ai jamais entendu dire que Mme Fillon travaillait. Personne ne m'a jamais parlé de ça. […] Pour moi, c'était vraiment la femme au foyer qui s'occupait de ses enfants. »
Le 25 janvier, jour de la parution du Canard enchaîné, le parquet national financier ouvre une enquête préliminaire pour détournements de fonds publics, abus de biens sociaux et recel de ces délits. Bernard Accoyer monte en première ligne pour défendre François Fillon et Penelope Fillon, à la suite de l'ouverture de cette enquête préliminaire,. Concernant les doutes sur l'emploi fictif de Penelope Fillon, il déclare l'avoir vue participer aux travaux de François Fillon « dans de multiples circonstances, y compris à l'Assemblée nationale ». Pour Le Lab (Europe 1), cet argumentaire est en contradiction avec celui repris par les porte-paroles de François Fillon, Bruno Retailleau et Florence Portelli, qui pour leur part ont déclaré que Penelope Fillon travaillait comme collaboratrice parlementaire dans la Sarthe et que sa présence à Paris était rare.

#### L'affaire prend de l'ampleur: révision à la hausse des sommes versées
Le 1er février 2017, Le Canard enchaîné publie un nouvel article chiffrant à 831 440 euros brut la somme perçue par Penelope Fillon comme assistante parlementaire, contrairement aux 500 000 estimés une semaine avant. Le journal a découvert des emplois d'assistante parlementaire en plus entre 1988 et 1990 et en 2013, et a pris en compte dans son calcul les années de salaires 1998-2000 dont il ne connaissait pas le montant la semaine précédente. En résumé, Penelope Fillon aurait été employée comme assistante parlementaire durant les trois périodes 1988-1990, 1998-2007 et 2012-2013,. Une autre révélation porte sur des salaires versés à deux des enfants Fillon employés successivement comme collaborateurs parlementaires par le sénateur Fillon entre 2005 et 2007. Les sommes cumulées versées à la femme et aux enfants de François Fillon en tant que collaborateurs parlementaires atteindraient environ 900 000 euros brut et apparaissent relativement généreuses par rapport à l’enveloppe dont disposent les parlementaires,.
En réponse, François Fillon dénonce le jour même « un coup d’État institutionnel » qui est porté contre lui par la gauche (thèse dont l'argumentation sera développée le 19 février 2017 dans une tribune sur le site Atlantico).
Le 6 février, pour contrer la montée de l'indignation que reflètent et alimentent les médias, François Fillon publie sur son site de campagne un tableau présentant les dates et les salaires perçus pour chacun des contrats de collaboratrice parlementaire de son épouse entre 1986 et 2013. Les salaires de Penelope Fillon sont présentés en nets, soit une moyenne sur quinze ans d'activité de 3 677 euros nets mensuels, avec une pointe de rémunération à 6 009 € nets mensuels lorsqu'elle était employée par Marc Joulaud, pour un total de 680 380 € nets,. François Fillon déclare que Penelope Fillon a donc travaillé quinze ans comme collaboratrice parlementaire, qu'elle n’a jamais été sa subordonnée, mais « qu'elle a toujours été, d’abord et avant tout, (s)a compagne de travail, (s)a collaboratrice ». C'est la première fois qu'apparait un salaire de Penelope Fillon dès 1986. Auparavant avaient été évoquées les années 1997 puis 1988.
Mediapart annonce le 10 avril 2017 que Penelope Fillon aurait été rémunérée par l'Assemblée nationale dès 1982, au titre de chargée de mission. Puis, le mercredi 12 avril, Le Canard enchaîné révèle que Penelope Fillon aurait commencé à travailler dès 1980, alors qu'elle n'était encore que la fiancée de François Fillon. Elle aurait été embauchée le 1er avril 1980 comme « personnel non titulaire de l’État » pour un ministère « inconnu » quand François Fillon était chef de cabinet adjoint du ministre de la Défense de Valéry Giscard d'Estaing, Joël Le Theule. Elle aurait été payée 6 000 francs brut par mois pendant plus d'un an jusqu'à l'arrivée de François Mitterrand à la présidence en mai 1981,. L'entourage de François Fillon apporte aussitôt un démenti formel à cette allégation assurant que Penelope Clarke était alors étudiante à la Sorbonne.

#### Penelope Fillon, assistante parlementaire

##### Penelope Fillon, collaboratrice de François Fillon
Le 26 janvier 2017, sur TF1, François Fillon répond « oui absolument » à la question de Gilles Bouleau pour savoir si Penelope Fillon a accompli « un travail à temps complet d'assistante parlementaire ». Il indique que sa femme travaillait avec lui depuis toujours : « Depuis 1981, depuis ma première élection, elle m'a toujours accompagné dans ma vie publique ». Il précise : « [ma femme] a corrigé mes discours, […] reçu d'innombrables personnes qui voulaient me voir et que je ne pouvais pas voir, […] représenté dans des manifestations et des associations [et fait] la synthèse de la presse ».
François Fillon ajoute que sa femme lui « faisait remonter les demandes des gens, les évolutions de notre société ». Elle l'a fait, dit-il, « bénévolement pendant des années » mais : « en 1997 j'ai un collaborateur parlementaire qui est parti, je l'ai remplacé par Penelope ». Il explique qu'il a mis fin à la collaboration avec sa femme en 2013, ayant « compris qu'au fond l'opinion publique avait évolué sur ces sujets-là ». Cependant, la presse relève qu'en avril 2013, il s'opposait à un projet de loi sur la transparence de la vie publique initié par le gouvernement après l'affaire Cahuzac, qui prévoyait, entre autres mesures, d'obliger les parlementaires à publier le nom de leurs collaborateurs. François Fillon annonce dans cet entretien qu'il n'y a qu'une seule chose qui l'empêcherait d'être candidat, c'est si son honneur était atteint, s'il était mis en examen,. Il souhaite aussi que la justice fasse rapidement son travail d'enquête. L'Obs relève plusieurs incohérences dans la défense de François Fillon. Une phrase qu'il prononça durant la primaire, le 28 août 2016 à Sablé-sur-Sarthe, visant Nicolas Sarkozy sans le nommer, « Qui imagine un seul instant le général de Gaulle mis en examen ? » commença à être réutilisée contre le candidat par effet boomerang,,.
Le 6 février, pour répondre aux soupçons d'emplois fictifs de sa famille lancés par Le Canard enchaîné,, François Fillon tient une conférence de presse à son siège de campagne dans laquelle il réaffirme que, avec un emploi qui n'était nullement fictif, il est honnête parce qu'il a respecté les lois.
Estimant qu'en « travaillant avec [sa] femme et [ses] enfants », il avait privilégié une « collaboration de confiance qui aujourd'hui suscite la défiance », il « présente [ses] excuses aux Français » mais maintient sa candidature. Il déclare de plus que le parquet national financier n'était « peut-être pas la "bonne instance" pour conduire ces investigations », et annonce la publication imminente, sur son site Internet, de son patrimoine ainsi que des sommes perçues année par année par sa femme en tant que collaboratrice parlementaire.
Le 5 mars, Penelope Fillon s'exprime longuement dans une interview donnée au Journal du dimanche,. Elle y assure avoir effectué « des tâches très variées », notamment traiter le courrier, préparer des notes et des fiches pour son mari, relire ses discours et le représenter durant des manifestations. Elle déclare notamment : « J'ai fait donner par mon avocat aux enquêteurs... des échanges de mails avec les autres collaborateurs de mon mari [...] Bien sûr que je comprenais ce que je signais quand je signais des contrats » ; « Je ne considérais pas que je faisais de la politique. Je travaillais pour mon mari et pour les Sarthois » ; « J'ai toujours été associée à ses choix politiques, il a une confiance totale en moi, pour ma discrétion mais aussi pour ma loyauté »,. Dans un entretien au Journal du dimanche, elle affirme son soutien à François Fillon : « Moi, je lui ai dit qu'il fallait continuer jusqu'au bout. […] C'est lui qui décidera »,.
Le 7 septembre 2018, François Fillon aurait déclaré aux juges : « Le mode de fonctionnement de mon épouse dans l'équipe était pour l'essentiel oral ». Le 29 mai 2017, il aurait en outre évoqué des rapports écrits par Penelope Fillon mais non conservés, portant sur « la situation économique de la Sarthe », « le rôle des élus locaux » ou « l'aménagement du bocage sabolien ». Les archives de parlementaire de François Fillon seraient détruites chaque année. Une trentaine de cartons ont cependant été retrouvés.

##### Penelope Fillon, collaboratrice de Marc Joulaud

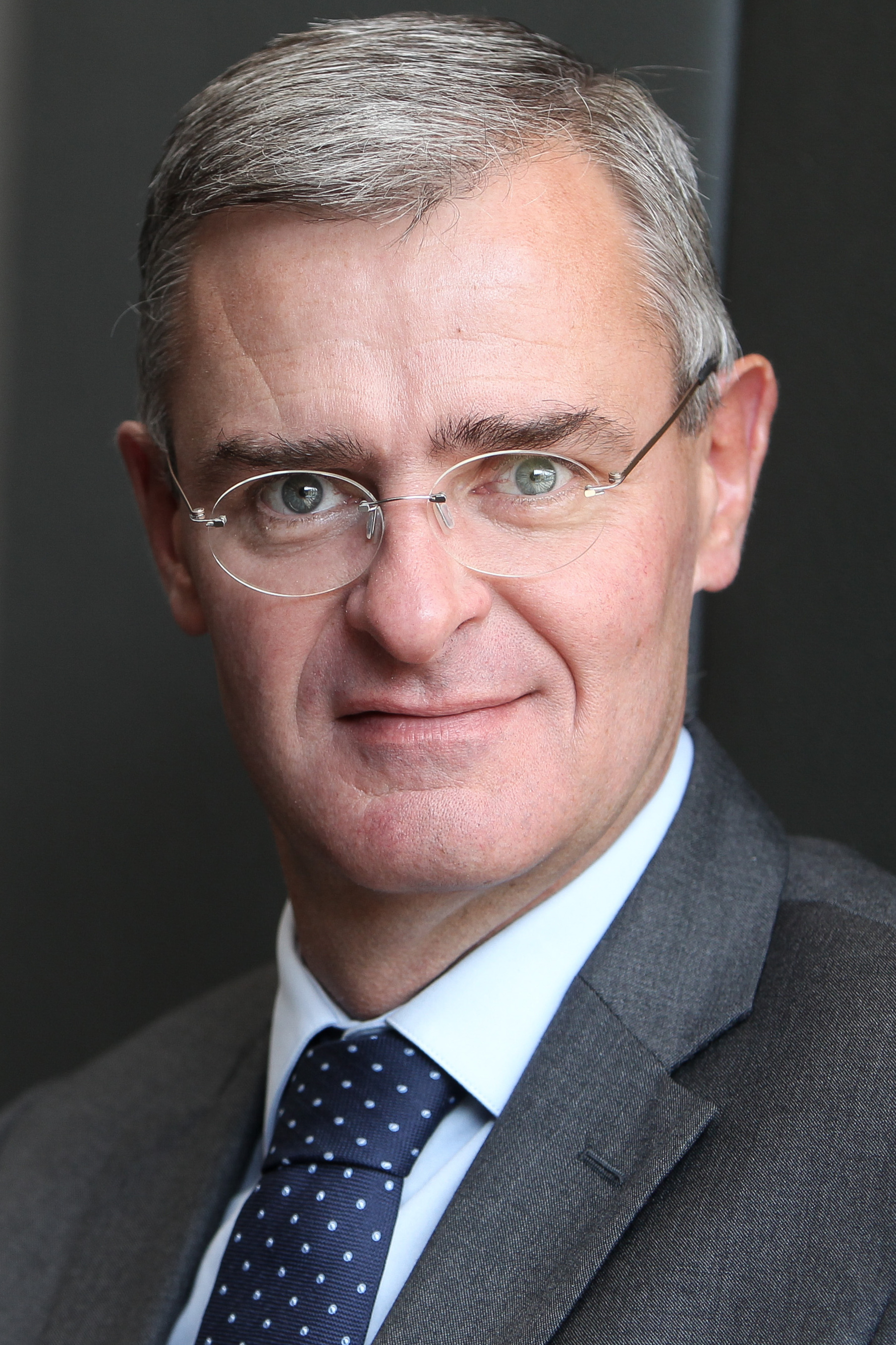
Marc Joulaud.

Marc Joulaud, député-maire de Sablé-sur-Sarthe, a remplacé en juillet 2002 à son siège de député François Fillon, nommé au gouvernement. Il a employé Penelope Fillon comme collaboratrice parlementaire. Jeanne Robinson-Behre, ancienne assistante parlementaire de Joulaud, répondant à une question du Canard Enchaîné, indique qu'elle n'a « jamais travaillé avec elle », et « ne la connaissait que comme femme de ministre ». Elle est auditionnée par les enquêteurs le 1er février à Angers,.
Le 6 février, Le Monde affirme avoir bénéficié de confidences des enquêteurs. Penelope Fillon aurait dit, à propos de Joulaud, qu'« il avait besoin [d'elle] pour asseoir son autorité », qu'elle le rencontrait « une fois par semaine à Paris, et une autre fois le week-end, dans la Sarthe », que « parfois, elle lui remettait "des notes" », et que « les gens ne savaient pas [qu’elle était] l’assistante parlementaire de M. Joulaud ». Elle aurait aussi déclaré aux policiers : « Jamais je n’ai officialisé ma qualité d’assistante parlementaire de Marc Joulaud, pas plus que quand je faisais le même travail pour mon mari ».
À l’été 2002, Penelope Fillon aurait touché, selon Le Monde qui se réfère au Canard enchaîné, un double salaire : un pour son travail d’assistante de François Fillon (fin de contrat « le 21 août 2002 »), un autre auprès de son suppléant, Marc Joulaud (début de contrat « le 13 juillet 2002 »). Dans un communiqué, François Fillon indique que la somme qui aurait été payée à son épouse en août 2002 l'a été en juin 2002, ce à quoi le rédacteur en chef du Canard enchaîné, ne contestant pas la correction de date, déclare « Quant à la date, même s'il y avait une imprécision, qu'est-ce que ça change ? ».
Le 20 mars 2017, Marc Joulaud annonce qu'il va être convoqué en vue d'une mise en examen.

##### Doutes sur la réalité des emplois d'assistante parlementaire de Penelope Fillon
En octobre 2016, Penelope Fillon, après avoir tenu à Dijon « une réunion publique » pour « expliquer qui est vraiment François Fillon », et s'étant mise en avant pour faire la promotion du mouvement Les Femmes avec Fillon, dit au quotidien Le Bien public : « Jusqu’à présent, je ne m’étais jamais impliquée dans la vie politique de mon mari »,.
Le 30 janvier 2017, le couple Fillon est entendu par les enquêteurs du parquet national financier. À la suite de « fuites à charge » de nombreux éléments de l'enquête dans la presse, RTL affirme que Penelope Fillon ne peut apporter aucune preuve sur un « travail réel », ne pouvant apporter aucun mail ou agenda de cette période ni la preuve de contacts avec les attachés parlementaires parisiens. Le 31 janvier, les enquêteurs sont à l'Assemblée nationale mais ne trouvent « aucune preuve matérielle de la réalité de son poste d'attachée parlementaire » . Les enquêteurs constatent que Penelope Fillon n'a jamais eu de badge pour se déplacer dans l'Assemblée nationale, ni d'adresse électronique à son nom. Un contrat de travail a été trouvé, signé par Penelope Fillon. Elle ne se souvient pas d'avoir signé ou non des contrats de travail.
Les avocats de François Fillon invoquent « les contours flous en France des activités de collaborateur parlementaire ». L'Obs découvre des bulletins de salaires indiquant un poste à plein temps à la permanence du Mans entre 1998 et 2002, mais plusieurs militants précisent « n'avoir aucun souvenir de sa présence à la permanence du parti ».
Le 2 février 2017, l'avocat de Penelope Fillon, Maître Cornut-Gentille, est interrogé sur RTL à propos d'une révélation importante promise pour la soirée, dans l'émission Envoyé spécial, concernant l'interview de mai 2007. Il explique que, à l'époque de cette interview, la presse britannique cherchait des points communs entre Penelope Fillon et Cherie Blair, et que Penelope Fillon « a voulu précisément souligner et faire valoir qu'elle était le contraire de Cherie Blair ».
Le soir du 2 février 2017, l'émission Envoyé spécial de France 2, qui présente une enquête sur Penelope Fillon annoncée « en grande pompe », est regardée par 5,4 millions de téléspectateurs, ce qui constitue un record d'audience. Y sont présentés des extraits de l'interview de Penelope Fillon, épouse du nouveau premier ministre français, en mai 2007, par le Sunday Telegraph. Pour se défendre de l'accusation d'avoir réalisé une émission à charge, Envoyé spécial a rendu visible quelques jours, sur le site de France Info, l'intégralité de l'interview (puis l'a effacée, en se référant à un impératif de copyright).
Penelope Fillon y décrit son quotidien comme celui d'une mère de famille très occupée par ses quatre premiers enfants nés en cinq ans (en vérité en huit ans) et sa passion pour l'élevage de chevaux, abandonné en 2002 quand elle vient vivre à Paris (alors qu'elle est supposée travailler, dans la Sarthe estiment certains, comme assistante parlementaire jusqu'en 2007). Dans un autre extrait de cette interview, elle déclare que, si elle a repris des cours en littérature anglaise, c'est notamment parce que « Mes enfants ne me voient que comme leur mère ». À la question « Est-ce que vous vous êtes impliquée dans ses campagnes ou sa carrière politique » (de François Fillon), elle répond « j'en avais l'habitude, oui » (« I used to, yes »). Elle dit aussi « Je n'ai jamais été réellement son assistante » (« I never have been actually his assistant », souvent improprement tronqué en « je n'ai jamais été son assistante »), et « Je ne m'occupe pas non plus de sa communication ».
Le 25 avril 2017, le cabinet du juge d'instruction Serge Tournaire fait parvenir un courrier simple à cinq hebdomadaires du groupe Publihebdos dans la Sarthe, l'Orne et l'Eure-et-Loir : L'Orne Hebdo (Alençon), Le Perche (Mortagne-au-Perche), Le Petit Courrier l'Écho de la Vallée du Loir (Château-du-Loir), L'Action républicaine (Nogent-le-Rotrou) et Les Nouvelles de Sablé (Sablé-sur-Sarthe). À l'intérieur une réquisition demande à ces journaux de fournir « tout article publié évoquant Mme Penelope Fillon et notamment tout article relatant sa participation à des événements locaux (inaugurations, cérémonies officielles, visites d’hôpitaux, de maisons de retraite, vernissages, concours divers, etc) publié entre 1998 et 2016 ». Le 26 avril 2017, le groupe de presse Publihebdos fait savoir au juge Tournaire « qu’il tient à la disposition de la justice sa collection d’archives et rappelle qu’elles sont publiques dans le cadre du dépôt légal, disponible auprès de la BNF » et précise « être dans l’incapacité de fournir précisément les éventuels articles et ne pas avoir les moyens de mener ces recherches colossales qui portent sur des centaines de milliers de pages [dont la plupart ne sont pas numérisées] publiées dans plusieurs journaux durant cette période de dix-huit ans ».

##### Polémique sur les indemnités de licenciement de Penelope Fillon
Le 7 février 2017, Le Canard enchaîné affirme que Penelope Fillon aurait perçu 45 000 euros d'indemnités de licenciement payées par l'Assemblée nationale (16 000 euros en août 2002, puis 29 000 euros en novembre 2013),.
Ces indemnités portent sur deux périodes d'assistance parlementaire : la période 1998-2002 (pour 165 686 euros net de salaires) et celle se terminant en novembre 2013 (pour dix-sept mois de travail rémunérés 65 839 euros net).
Comme tout salarié, les assistants parlementaires ont droit aux indemnités de licenciement, mais, selon Le Canard enchaîné, « la législation ne prévoit pas un tel niveau (…) pour un collaborateur parlementaire ». Selon le code du travail, les indemnités minimums sont calculées en fonction du salaire de référence et de l’ancienneté du collaborateur parlementaire. Quand un assistant a entre un et dix ans d’ancienneté, son indemnité correspond à 1/5e de mois de salaire de référence par année d’ancienneté, autrement dit pour 5 ans d'ancienneté un assistant parlementaire devrait toucher 1 mois de salaire en indemnités.
Marie-Françoise Clergeau, questeur de l'Assemblée (PS) et, à ce titre, chargée de contrôler l'exécution du budget de l'Assemblée nationale, précise que les montants de 16 000 et 29 000 euros étaient exacts pour les fins de contrat de Penelope Fillon de 2002 et 2007 et s'inscrivent dans le cadre normal.
Le 7 février 2017, François Fillon livre le détail de ses calculs dans un communiqué dénonçant « les mensonges du Canard ». Selon lui, « [les sommes] ont bien été prises en compte dans le calcul de son salaire moyen sur une période de quinze ans, soit 185 mois, qui s’élève bien à 3 677 euros net mensuels en moyenne. Par ailleurs, la somme reçue par Mme Penelope Fillon en novembre 2013 n’est pas de 29 000 euros, comme le prétend le Canard, mais de 7 754,02 euros, comprenant les congés payés. [Le Canard enchaîné] confond certainement avec une somme de 29 565,43 euros qui correspond au total du bulletin de paye du mois d’août 2007 au terme de cinq ans de collaboration avec Marc Joulaud. Quant à la somme de 16 000 euros dont le Canard enchaîné prétend qu’elle l’aurait reçue en août 2002, elle lui a en fait été payée en juin 2002, à l’issue de 51 mois de collaboration en tant que ma collaboratrice parlementaire et s’élève exactement à 16 616,93 euros ».
Le Canard du 15 février est d'accord avec ces chiffres, reconnaît s'être trompé sur les dates et admet que les indemnités sont légales au regard des salaires versés, mais les juge « pas parfaitement morales ». Selon Bourse Direct, « Le président de l'Assemblée Claude Bartolone (PS) a rappelé que les "règles" concernant les indemnités des collaborateurs en fin de mandat sont celles "du droit du travail applicables à tous les salariés" », que leur montant « n’est pas fixé librement par les parlementaires », qu'il comprend « l’indemnité de préavis, l’indemnité compensatrice de congés payés et l’indemnité de licenciement », et que s'y ajoute depuis 2001 « une indemnité spécifique", de "précarité", pour "compenser le fait que le collaborateur perd automatiquement son emploi en cas de non-réélection de son député ».

#### Penelope Fillon, conseillère littéraire à laRevue des Deux Mondes

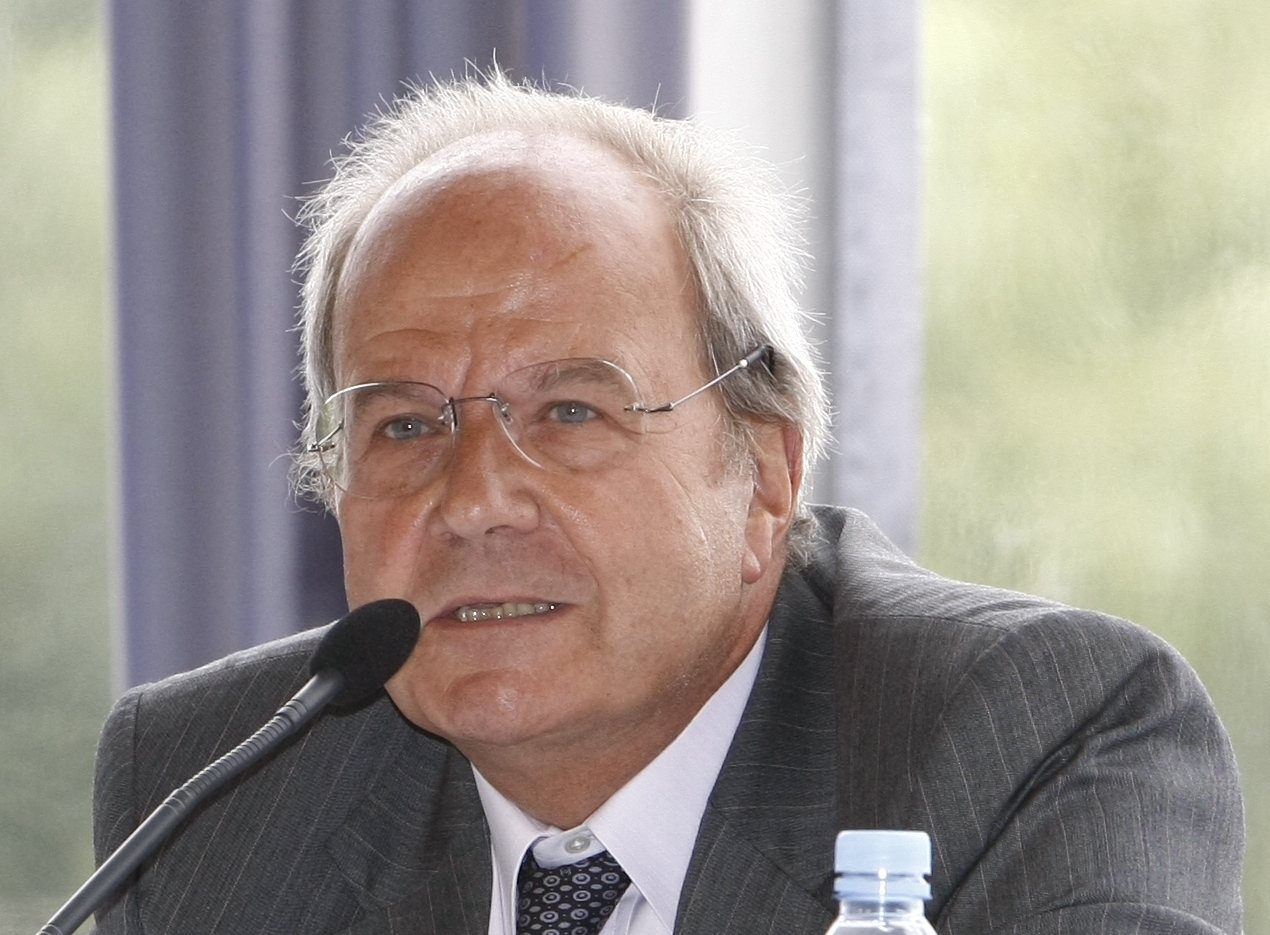
Marc Ladreit de Lacharrière, propriétaire de la Revue des Deux Mondes.

Toujours selon Le Canard enchaîné, Penelope Fillon aurait été rémunérée comme « conseiller littéraire » de la Revue des Deux Mondes de mai 2012 à décembre 2013 à près de 5 000 euros mensuels en brut (environ 100 000 euros en tout). Le directeur de la revue à l'époque des faits, Michel Crépu, indique qu'elle n'a rédigé que deux ou trois notes de lecture pour la rédaction et précise ne pas avoir été informé de la création de ce poste.
Le milliardaire Marc Ladreit de Lacharrière, propriétaire de la revue et directeur de la publication, est un proche de François Fillon. Sous la direction de Michel Crépu, « la revue voyait son chiffre d’affaires baisser chaque année ». Marc Ladreit de Lacharrière affirme qu'il a confié à Penelope Fillon une mission de « réflexion stratégique informelle » à laquelle Michel Crépu n'a pas été associé. Selon le Guardian, les enquêteurs cherchent à savoir s'il y aurait des liens entre ce recrutement et le soutien de François Fillon à l'accession au rang de Grand Croix de la Légion d'honneur de Marc Ladreit de Lacharrière en 2010. Celui-ci se dit choqué et rappelle que seul le président de la République peut élever à cette distinction ; cependant, le décret l'élevant à cette dignité indique qu'il est pris sur le rapport du Premier ministre, à l'époque François Fillon.
Concernant la Revue des deux Mondes, Penelope Fillon indique au JDD avoir remis aux enquêteurs dix notes de lecture et la preuve du travail d'analyse de ces ouvrages, n'avoir reçu de Michel Crépu aucun retour sur ces notes dont seulement deux ont été publiées et, interprétant « ce silence comme une certaine hostilité à (s)on égard », avoir démissionné. Elle déclare aussi « J'ai eu des discussions régulières au début, moins régulières ensuite, avec Marc Ladreit de Lacharrière, car il voulait changer la politique éditoriale de la Revue. Il pensait qu'avec mon background anglo-saxon, je pourrais l'aider »,.

#### Deux enfants du couple Fillon employés comme assistants parlementaires
Selon Le Canard enchaîné, Marie Fillon et Charles Fillon, deux des cinq enfants du couple, auraient perçu 84 000 euros brut, pour des emplois d'assistants parlementaires quand François Fillon était sénateur, entre 2005 et 2007,. Contrairement à ce que François Fillon avait affirmé sur TF1 le 26 janvier, il n'a pu rémunérer « deux de [ses] enfants qui étaient avocats », ces derniers n'ayant pas encore prêté le serment des avocats à l'époque de son passage au sénat.
Selon Le Canard enchaîné du 8 février 2017, Marie Fillon suivait un stage d’avocate alors qu’elle était l’assistante parlementaire de son père. Marie Fillon est entrée à l’école de formation du barreau (EFB) de Paris en janvier 2006 et a commencé « en parallèle un stage d’avocate payé 11 035 euros brut par an ». Depuis le 1er octobre 2005, la jeune femme de 23 ans était également assistante parlementaire de son père à temps plein,. Ce cumul d'emplois est jugé impossible à réaliser par des anciens camarades de Marie Fillon à l'EFB : « On ne voit pas comment elle a pu cumuler le tout ». François Fillon a lui-même expliqué lundi 6 février dans un entretien télévisé que ses enfants Charles et Marie ont respectivement préparé des bases documentaires pour son projet politique et pour l'écriture d'un livre, mais d'après le journal ces tâches ne correspondent pas au travail d'un assistant parlementaire.
Le 13 mars 2017, le journal Le Parisien rapporte que les deux enfants ont reversé à François Fillon sur le compte joint du couple une partie de leur salaire d'assistants parlementaires. D'après les avocats de la famille, les virements de Marie Fillon seraient des remboursements pour son mariage et ceux de Charles Fillon seraient pour rembourser les loyers et l’argent de poche payés par ses parents,. La défense présentée dans Le Parisien, par l'avocat de Marie Fillon, tient en deux arguments principaux : Marie Fillon a reversé une partie de ses revenus tirés de son emploi d'assistante parlementaire afin de rembourser à ses parents son mariage, notamment après que ces derniers ont assumé financièrement toutes ses études. Une démarche fondée, selon l'avocat, sur la volonté de Marie Fillon ne pas bénéficier d'un traitement de faveur par rapport à ses frères. François Fillon a retrouvé et mis à disposition de la justice quatorze factures (chapiteau, sono, robe de mariée, traiteur, limonadier) pour un total de 44 000 euros.

### Prêt non déclaré de50 000€
D’après le Canard enchaîné daté du 8 mars, François Fillon a perçu, en 2013, de la part de l’homme d’affaires Marc Ladreit de Lacharrière, un prêt sans intérêts de 50 000 € sans que ce dernier ne soit mentionné dans la déclaration datée du 16 décembre 2016 transmise à la Haute Autorité pour la transparence de la vie publique (HATVP). C’est l'oubli, signalé par François Fillon aux enquêteurs le 30 janvier 2017, de déclarer ce prêt qui serait visé par la justice pour manquement aux obligations déclaratives. Ce prêt pourrait aussi nourrir les soupçons de trafic d’influence qui entourent les conditions d’attribution du grade de grand-croix de la Légion d’honneur à Marc Ladreit de Lacharrière, sur rapport de François Fillon.
Selon Le Canard enchaîné daté du 15 mars 2017, Marc Ladreit de Lacharrière a reçu le 27 février 2017 un chèque de remboursement de 50 000 € de François Fillon. Le journal laisse entendre qu'il pourrait s'agir d'un don maquillé en prêt après le déclenchement de l'affaire Penelope Fillon afin de limiter les dégâts judiciaires et politiques. Aucune trace écrite, aucun versement d'intérêts, aucune date limite de remboursement n'auraient encadré cette opération financière,.
Dans sa déclaration en tant que candidat à l'élection présidentielle auprès de la HATVP, François Fillon déclare qu'un prêt entre particuliers de 50 000 euros avait pour objet des travaux, qu'il a été souscrit le 12 septembre 2012 et qu'il a été remboursé in fine le 5 février 2017, soit la veille de la publication sur son site de sa déclaration d'intérêts à la fin de mandat de député.

### Accusations de trafic d’influence

#### Affaire des costumes
Le Journal du dimanche révèle le 12 mars que François Fillon se serait fait offrir depuis 2012 des costumes, pulls, pantalons et blazers sur mesure pour une valeur totale de 48 500 euros, dont 35 500 en liquide (montant, contesté par les soutiens de François Fillon, excédant le seuil légal autorisé) et 13 000 payés par chèque de la banque italienne Monte Paschi. Ils auraient été offerts par un ou des amis anonymes, après avoir été achetés à la boutique de luxe Arnys, située rue de Sèvres, dans le 7e arrondissement de Paris. Robert Bourgi est identifié comme la personne ayant offert pour 13 000 € de costumes,. Une visite des enquêteurs, suivie d'une perquisition ont eu lieu dans le magasin. Selon les informateurs du Monde, les enquêteurs ont trouvé des documents prouvant que Robert Bourgi a commandé les deux costumes sur mesure le 7 décembre 2016, 9 jours après la victoire de François Fillon à la primaire de la droite, puis les a payés le 20 février 2017.
L'enquête s'étend le 16 mars avec un réquisitoire supplétif contre X pour « trafic d'influence ». Les enquêteurs cherchent à savoir si ces cadeaux ont été faits à titre privé ou s’ils sont en lien avec le mandat de député de Paris de François Fillon, ce qui constituerait alors un délit,. Le 23 mars, François Fillon affirme avoir rendu les costumes. Le 24 mars, Robert Bourgi confirme et, évoquant François Mitterrand et Pierre Moscovici, il ajoute que « d'autres hommes politiques ont reçu des cadeaux du même ordre, et même dans la même maison de couture ». Il dément l'existence de toute contrepartie.
Le 14 avril, Robert Bourgi révèle lors d'une interview à Mediapart que François Fillon et Anne Méaux, responsable de la communication du candidat, l'ont tous deux appelé afin de l'inciter à ne pas révéler qu'il était le donateur des costumes, la Françafrique qu'on associe à Robert Bourgi ayant mauvaise image. Il aurait donc « été contraint pendant une semaine de mentir ». Le jour même, Libération affirme que François Fillon aurait rendu d'autres costumes, produits aux Pays-Bas, à la place de ceux de Bourgi. Le 17 avril 2017, François Fillon affirme que « c’est juste la police qui ne sait pas faire son travail. On fait croire que je n’aurais pas rendu les bons costumes parce qu’on a trouvé une étiquette "Holland" dans la poche. Mais ce n’est pas la provenance du costume, c’est l’étiquette du fabricant de tissu Holland & Sherry (en) ! Et la presse, informée de l’enquête en temps réel, gobe ce bobard sans sourciller ! Si nous n’étions pas à cinq jours de l’élection présidentielle, on pourrait en rire. Mais à ce niveau, c’est insupportable. ». Le 21 avril, les enquêteurs confirment que l'ensemble blazer-pantalon de 2014 et les deux costumes rendus à Robert Bourgi proviennent bien de la maison Arnys. Un troisième costume, offert cette fois directement par la maison Arnys, a été conservé par Fillon,,.
Quelques mois après la fin de l'élection présidentielle, Robert Bourgi a déclaré à plusieurs reprises avoir tendu un piège à Fillon pour se venger du fait que celui-ci ignorait ses invitations depuis la fin de la primaire de la droite et du centre ainsi que des attaques de ce dernier contre Nicolas Sarkozy,. Selon le magazine Vanity Fair, la cause de cette rancune serait dû à certaines discussions qui auraient blessé Robert Bourgi, notamment une parole de Bernard Debré à Patrick Stefanini suggérant de ne pas l'impliquer dans les affaires africaines en le qualifiant de « dangereux »,.
En raison de ses propos « violents » sur Fillon, Robert Bourgi est suspendu du barreau par ses pairs, en janvier 2019, pour une année, car il « donne des avocats une image violente, vulgaire et cynique, de nature à nuire à l'image de la profession ». Le 8 mars 2019, Robert Bourgi est suspendu de l'Ordre national de la Légion d'honneur pour 5 ans.
En 2019, François Fillon bénéficie d'un non-lieu du délit de « trafic d’influence » dans cette affaire.

#### Affaire des montres
Le 25 mars 2017, France Info révèle que l'homme d'affaires de nationalité italienne et suisse Pablo Victor Dana déclare avoir, en 2009, offert de manière « totalement désintéressée » à François Fillon, qui était alors Premier ministre, une des montres mentionnées dans sa déclaration de patrimoine (objets d'une valeur minimale de 10 000 euros). En 2013, alors député, il s'est vu offrir une deuxième montre de valeur de la part du patron de Rebellion Racing dirigeant d'une équipe automobile d'endurance aux 24 Heures du Mans. François Fillon déclare avoir en outre reçu d'Alain Thébault, inventeur de l'hydroptère, une montre de moins de 10 000 euros qu'il a donc pu ne pas déclarer. L'Express remarque que Fillon avait signé, en 2007, une circulaire demandant à ses ministres de ne pas conserver les cadeaux qu'ils reçoivent dans l'exercice des fonctions gouvernementales.

### 2F Conseil: soupçons de conflits d’intérêts
Le 7 juin 2012, François Fillon dépose au tribunal de commerce de Paris les statuts de la société « 2F Conseil » proposant des services de conseil à « tout État et […] tout organisme international, européen, national, étatique, régional, départemental, municipal ou local, français ou non […] ». La société est créée, pour 1 000 € d'apport en capital, onze jours avant son élection en tant que député de Paris, ce qui lui permet d'éviter l'interdiction faite aux députés de commencer une fonction de conseil pendant leur mandat. Son unique actionnaire, employé et gérant est François Fillon,.
Bruno Retailleau, fidèle collaborateur de Fillon avait déclaré, fin janvier 2017, que la société 2F n’avait « aucun client russe ».
Saisi par des députés de gauche, le déontologue de l'Assemblée nationale Ferdinand Mélin-Soucramanien, nommé « sur proposition de M. Claude Bartolone, président de l’Assemblée nationale, à l’unanimité des membres du Bureau, et avec l’accord des présidents des groupes d’opposition », affirme que la société de conseil de François Fillon ne pose aucun problème juridique, et précise que celui-ci « n'a pris aucune position, ni signé aucun amendement » lors du débat sur la transposition en droit national de la directive européenne relative aux activités d'assurance et qu'« il n'est intervenu, de façon générale, à aucun moment sur ces questions ».

#### Clients reconnus

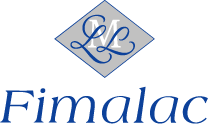

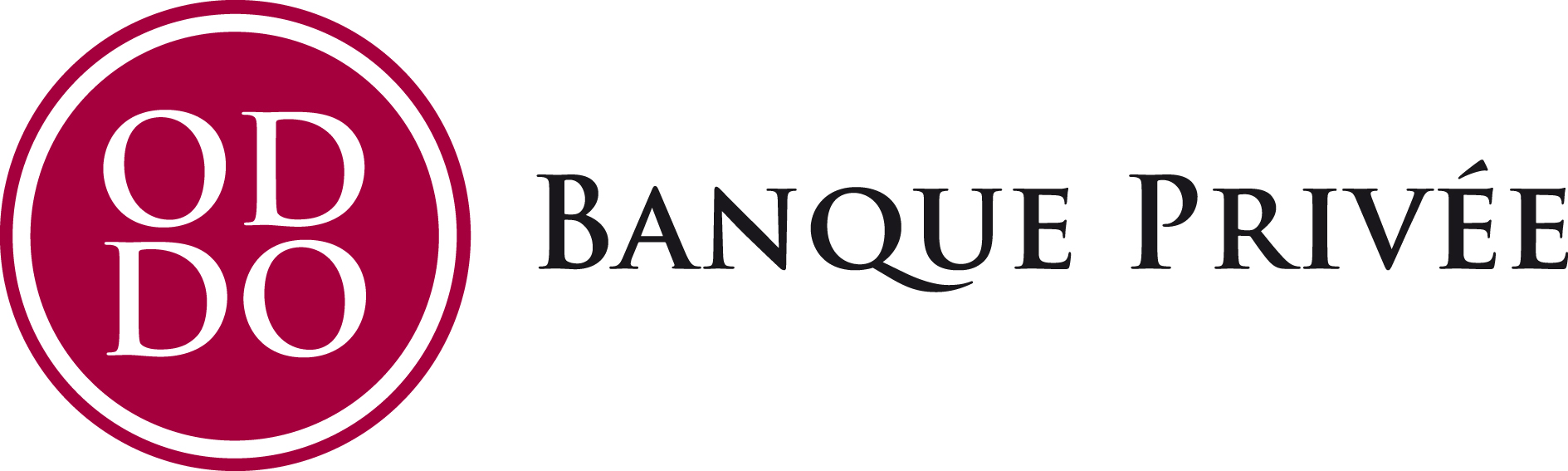

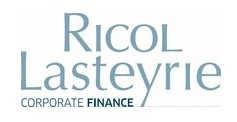

- Axa, alors présidé de mai 2000 au 31 aout 2016 par Henri de Castries, soutien déclaré de M. Fillon. Axa a versé 200 000 € à 2F Conseil entre 2012 et 2014. François Fillon a conseillé Axa sur les négociations de la directive européenne dite « Solvabilité 2 » relative à la nouvelle réglementation des assureurs en Europe. Il a également facilité les échanges pour Axa en Allemagne et à la commission européenne[113].
- Fimalac, société holding française fondée et dirigée par Marc Ladreit de Lacharrière, par ailleurs président-propriétaire de la Revue des deux mondes dont Penelope Fillon a été employée en 2012-2013 [114]. Fimalac rétribue 2F Conseil pour près de 100 000 €[115].
- La Banque Oddo de Philippe Oddo, qui sera un soutien de Fillon pour l'élection présidentielle[115].
- Cabinet Ricol et lasteyrie, dirigé par René Ricol, commissaire général à l'investissement de 2010 à 2012, chargé de la gestion des 35 milliards d'euros des Investissements d'avenir (ou "Grand emprunt") — dont le responsable administratif était alors le premier ministre Fillon[116]. D'après Mediapart, François Fillon est depuis 2012 senior advisor et membre du comité stratégique du groupe[117]. Il n'a pas déclaré publiquement cette activité, qui lui a rapporté au moins 200 000 € de 2012 à 2016[118]. Hébergé au siège du cabinet à sa création, 2F Conseil aurait ainsi facturé 290 000 € à Ricol Lasteyrie[115].

#### Conférences
De 2012 à 2016, François Fillon a donné 7 conférences rémunérées. 3 ont eu lieu en Russie (21 mars 2013, 19 septembre 2013, 19 juin 2015). 5 ont porté sur l'énergie ou les énergies fossiles, comme le pétrole. Le 6 février 2017, François Fillon n'a désigné que trois clients de 2F Conseil : Axa, Fimalac et la banque Oddo. Il a affirmé n'avoir travaillé avec "aucune entreprise russe, ni aucun organisme de ce pays". Il n'a pas évoqué Fouad Makhzoumi ou FPI comme un de ses clients.

#### Fouad Makhzoumi
Le 15 mars 2017, le site Mediapart indique qu'un contrat aurait été signé début 2016 entre 2F Conseil et Fouad Makhzoumi, homme d'affaires libanais à la tête du groupe Future Pipe Industries . FPI, domicilié à Dubaï (Émirats arabes unis), est un leader mondial de la fourniture de pipelines en fibre de verre et un fournisseur des grandes monarchies du Golfe, dont l'Arabie Saoudite.
Deux versements de 22 500 euros chacun ont été effectués, à l’été 2015 puis début 2016, sur le compte de la société 2F Conseil par le groupe FPI (Future Pipe Industries), en échange d’une mission de « mise en relation ».
Selon le Canard enchaîné du 22 mars 2017, la société 2F Conseil aurait signé contre 50 000 dollars une convention de sept pages rédigée en anglais afin de mettre en relation des influencers and policy makers in Russian, Algerian, Gabonese, Ivoirian and French companies (« hommes d'influence et responsables dans des entreprises russes, algériennes, gabonaises, ivoiriennes et françaises »). Ce contrat de lobbying d'une durée d'un an (du 10 juin 2015 au 10 juin 2016), était resté confidentiel jusqu’à ce que Mediapart en prouve l’existence, le 14 mars 2017. Conclu dans le secret de la société 2F Conseil et au titre de son activité de consultant, ce contrat n’a pas été déclaré par François Fillon au déontologue de l’Assemblée nationale. Les obligations déclaratives des députés sont en effet limitées aux éventuels cadeaux et voyages obtenus en lien avec leurs mandats d’élu.
François Fillon s'est rendu à Beyrouth en décembre 2014 sur invitation de Fouad Makhzoumi, afin de rencontrer des dirigeants politiques et religieux libanais.
François Fillon aurait également mis en relation Fouad Makhzoumi avec le PDG de Total Patrick Pouyanné et le président russe Vladimir Poutine. Selon l’hebdomadaire, une photo de cette rencontre existe, datée du 19 juin 2015 et prise à Saint-Petersbourg lors du Forum économique international. François Fillon, bien que candidat à l’époque à la primaire de la droite et du centre, aurait ainsi aidé le milliardaire libanais grâce à son carnet d’adresses et organisé des rencontres avec le PDG français de la multinationale pétrolière et le président russe. Patrick Pouyanné, PDG de Total, a été le directeur de cabinet de François Fillon en 1995 au ministère des Technologies de l'Information et de La Poste.
Dmitri Peskov, porte-parole du Kremlin, déclare « en anglais, c'est ce que nous appelons fake news » et ajoute « en ce qui concerne les rencontres avec le président, elles sont organisées par le Protocole présidentiel et il est là aussi exclu qu'un intermédiaire joue un rôle ». Il affirme que la rencontre dans les couloirs du forum entre Vladimir Poutine et Fouad Makhzoumi était spontanée et informelle.
François Fillon a également mis en relation Makhzoumi avec Marc Ladreit de Lacharrière, René Ricol et Stéphane Richard (patron d'Orange).

### Autres dossiers

#### Travail des assistants parlementaires de François Fillon
Selon Buzzfeed, Fillon ferait travailler son assistante parlementaire Anne Faguer sur sa campagne présidentielle, ce qui est légalement proscrit pendant les heures de travail.
Le même site web met en doute la réalité de l'emploi occupé par Maël Renouard, assistant parlementaire de François Fillon de novembre 2013 à septembre 2015. En décembre 2024, le PNF indique avoir procédé « au classement sans suite au motif de régularisation de l’enquête préliminaire mettant en cause François Fillon et Jérôme Chartier (relative aux) conditions d’emploi de deux de leurs assistants parlementaires, Maël Renouard et Caroline Morard ». François Fillon accepte de rembourser le salaire et les charges de Maël Renouard qui avait rédigé Faire, livre-programme du candidat à l’élection présidentielle publié en 2015, soit environ 70 000 euros.

#### Inscription d'une église au titre des monuments historiques

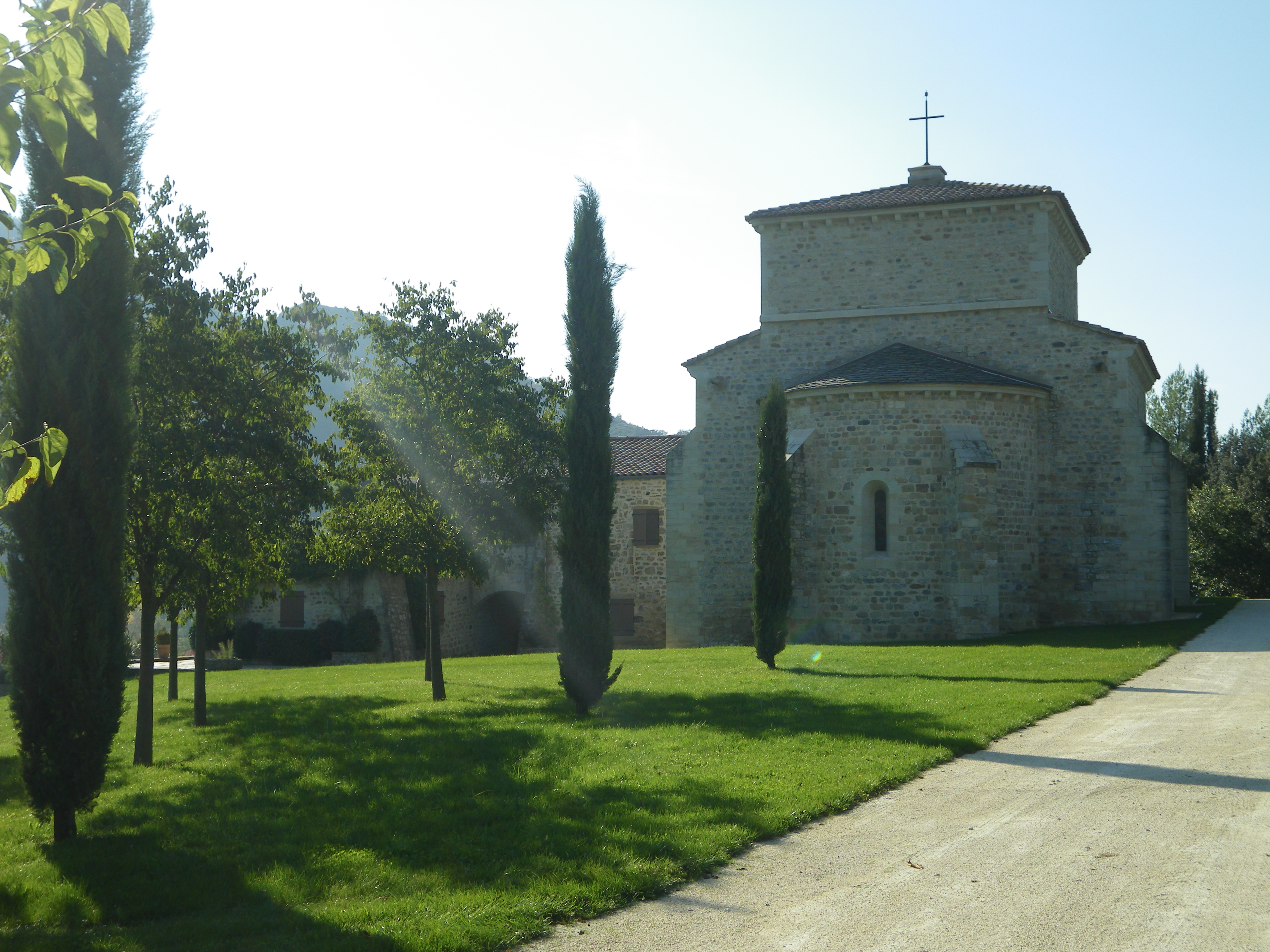
L'église Saint-Pierre de Lubilhac.

François Fillon est accusé par l'hebdomadaire satirique lyonnais Les Potins d’Angèle d'avoir permis l'inscription au titre des monuments historiques de l’église Saint-Pierre de Lubilhac à Coux (Ardèche), propriété de son ami Marc Ladreit de Lacharrière. Ce classement est acté le 15 mai 2012, le jour même de la passation de pouvoir entre Sarkozy et Hollande, alors que les experts, en particulier l'ancien conservateur du musée gallo-romain de Lyon Jacques Lasfargues, s'y seraient formellement opposés et que la commission régionale du patrimoine et des sites (CRPS) avait rejeté une première demande, le 21 mars 2011. Moins d'un an plus tard, en février 2012, la CRPS rend un avis favorable, validé par la Drac le 3 mai suivant. L’entourage de François Fillon dément catégoriquement cette accusation et précise que le président du Conseil général de l'Ardèche, Pascal Terrasse, avait appuyé le dossier, ce que confirme cet élu socialiste.

## Procédure judiciaire

### Enquête préliminaire du parquet national financier
Le 25 janvier 2017, soit le même jour où l’enquête du Canard enchainé est publiée, le parquet national financier (PNF) ouvre une enquête préliminaire pour les chefs de détournements de fonds publics (pour les présumés emplois fictifs de Penelope Fillon comme assistante parlementaire), abus de biens sociaux (pour le présumé emploi fictif de Penelope Fillon comme conseillère littéraire à la Revue des deux Mondes) et recel de ces délits,. L'enquête est confiée à l'Office anti-corruption de la police (OCLCIFF).

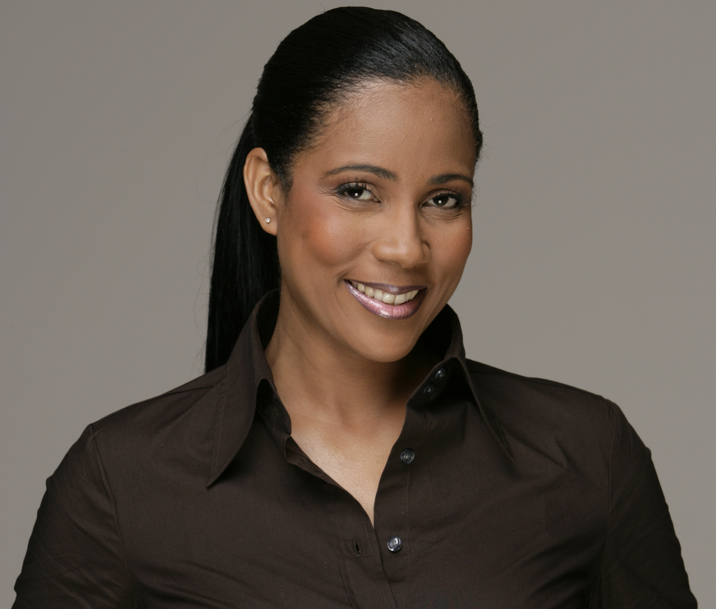
Christine Kelly, auteur d'une biographie sur François Fillon, est auditionnée durant l'enquête.

À droite, beaucoup s'étonnent de la rapidité à laquelle le PNF s'est saisi de l'affaire, y voyant l'œuvre d'un cabinet noir. Pourtant, depuis l'affaire Cahuzac et la création du PNF, d'autres enquêtes ont été ouvertes le jour-même.
Le 26 janvier, Me Antonin Lévy, l'avocat de François Fillon se rend au PNF et déclare : « J'ai eu une rencontre avec les magistrats du parquet national financier (…) Nous sommes convenus de nous reparler aussi souvent que cela sera nécessaire ». Le 27 janvier, l'OCLCIFF auditionne Michel Crépu et Christine Kelly, journaliste et auteur de François Fillon, le secret et l’ambition en 2007 et de François Fillon, les coulisses d'une ascension en 2017, puis, le 30 janvier, Marc Ladreit de Lacharrière et le couple Fillon séparément,, et le 1er février, Marc Joulaud.
Le 31 janvier le président (PS) de l'Assemblée nationale, Claude Bartolone, autorise les enquêteurs de la police à pénétrer au Palais Bourbon, siège de l'Assemblée nationale, ce qui provoque « une stupeur dans l'assemblée ». Il s'agit de la sixième perquisition policière autorisée depuis le début de la Cinquième République.
Le 2 février, le PNF a également demandé aux policiers, chargés de l'enquête, d’étendre leurs investigations à Marie et Charles Fillon, les enfants du couple, qui eux aussi ont été rétribués pour un emploi auprès de François Fillon, alors qu'ils étaient étudiants. Éliane Houlette, directrice du parquet national financier, a reçu le 3 février les avocats de la famille Fillon et leur a indiqué son intention « d'aller vite » mais sans s'engager sur un calendrier.
Le jeudi 16 février, le parquet national financier fait savoir que « les nombreux éléments déjà recueillis ne permettent pas d’envisager, en l’état, un classement sans suite de la procédure. »,,.
Après ce communiqué, François Fillon constate que, contrairement à ce qu'il attendait de la justice, l'affaire ne se dénoue pas rapidement. Il déclare alors qu'il s'en remet désormais « au seul jugement du suffrage universel ». Il confirme le lendemain dans une interview au Figaro que, contrairement à ce qu'il avait déclaré lors du journal télévisé de 20 heures de TF1 le 26 janvier, il maintiendra désormais sa candidature à la présidentielle même s'il est mis en examen.

### Ouverture d'une information judiciaire
Le 15 février 2017, le parquet général de Paris demande à Éliane Houlette à la tête du parquet national financier qu'elle ouvre une information judiciaire contre François Fillon. Éliane Houlette indique avoir ressenti « comme une énorme pression » les nombreuses demandes d’information émises par le parquet général.
Le 24 février 2017, le parquet national financier ouvre une information judiciaire pour « détournements de fonds publics, abus de biens sociaux et recel, trafic d’influence et manquement aux obligations de déclaration à la Haute Autorité pour la transparence de la vie publique », contre personnes non-dénommées, concernant toutefois d'après le journal Le Monde François Fillon, son épouse, deux de ses enfants et son suppléant, Marc Joulaud. Le journal indique par ailleurs que « le fait qu’ils ne soient pas nommés permet simplement au juge d’étendre les poursuites si d’autres mis en cause étaient découverts ».
Le parquet national financier le fait dès ce jour devant le risque de ne pouvoir poursuivre des faits antérieurs à 2005 après la promulgation de la loi adoptée le 16 février 2017. Cette loi prévoit une prescription définitive de douze ans pour les faits n'ayant pas donné lieu à la mise en mouvement ou à l'exercice de l'action publique. Le parquet général de Paris s'oppose vivement à cette mention.
Les avocats de François Fillon considèrent pour leur part « que l’ouverture d’une information judiciaire était la preuve que le parquet n’avait pas pu démontrer la réalité des infractions reprochées au candidat de la droite à l’élection présidentielle ».
Le 27 février 2017, Libération et Mediapart rendent publics les noms des trois juges désignés trois jours plus tôt. Le président du tribunal de grande instance de Paris Jean-Michel Hayat nomme Serge Tournaire comme premier magistrat instructeur, accompagné de deux autres juges d'instruction : Stéphanie Tacheau et Aude Buresi. Cette décision de Jean-Michel Hayat sera interprétée comme un choix politique. Élisabeth Lévy directrice de rédaction du magazine Causeur (dont le Figaro indique qu'il ne cesse de défendre Fillon) fait remarquer que le juge Tournaire semble s'être donné pour mission de « flinguer » du politique, ayant déjà mis en cause Nicolas Sarkozy pour abus de faiblesse dans l'Affaire Woerth-Bettencourt puis pour financement illégal de campagne dans l'Affaire Bygmalion et qu'Aude Buresi est une élue du syndicat de la magistrature.
Le 1er mars 2017, François Fillon annonce le report de sa visite au salon de l'agriculture et sa convocation « aux fins de mise en examen » le 15 mars, par les trois magistrats instructeurs du pôle financier. Penelope Fillon est également convoquée devant la justice en vue d'une mise en examen. Le 2 mars, leur domicile parisien est perquisitionné, puis, le 3 mars, leur domicile sarthois.

### Mises en examen
François Fillon est mis en examen le 14 mars 2017 pour « détournements de fonds publics », « complicité et recel de détournements de fonds publics », « complicité et recel d’abus de bien sociaux » et « manquements aux obligations de déclaration à la Haute Autorité pour la transparence de la vie publique »,. Le chef de « trafic d'influence » n'a pas été retenu dans cette mise en examen. Les manquements aux obligations déclaratives à la HATVP concernent notamment le “prêt” non déclaré de 50 000 euros de Marc Ladreit de Lacharrière à François Fillon.
La convocation, initialement prévue pour le 15 mars, a été avancée d'une journée afin de préserver la sérénité des débats, selon son avocat Antonin Lévy, qui rapporte aussi que, lors de l'audition, le juge a déclaré à François Fillon « vous êtes convoqué pour l'emploi de votre épouse Penelope Clarke, emploi fictif ou surévalué ». L'avocat s'étonne de ce premier glissement sémantique depuis le début de l'affaire.
Le 22 mars, le juge Serge Tournaire et huit enquêteurs passent la journée à Sablé-sur-Sarthe pour perquisitionner le domicile du maire Marc Joulaud, ainsi que la mairie et les archives municipales.
Convoqué par les juges, l’ancien suppléant de François Fillon à l’Assemblée nationale est auditionné durant 5 heures et mis en examen le 24 mars pour « détournement de fonds publics en lien avec un emploi fictif ou surévalué »,.
Penelope Fillon est quant à elle convoquée à se présenter devant les juges le 28 mars. Le même jour, elle est mise en examen pour « complicité et recel d’abus de bien sociaux, recel d’escroquerie aggravée et complicité et recel de détournement de fonds publics ».
Le 12 mai, Marc Ladreit de Lacharrière est entendu pendant 10 heures et mis en examen par les juges pour abus de bien sociaux. Selon le JDD, le propriétaire de la Revue des deux Mondes aurait donné à peu près les mêmes explications qu'aux policiers pour « tenter de convaincre que le travail de Penelope Fillon avait été réel et fondé » et les juges estimeraient qu'il s'agissait d'un « emploi de complaisance ».
Le 15 mai, Le Monde annonce que François Fillon serait à nouveau convoqué par les juges le 30 mai.
Le 29 mai, François Fillon arrive peu avant 9 heures au pôle financier du tribunal de grande instance de Paris pour repartir vers 10h45.
Le 4 juillet, on apprend que Charles et Marie Fillon ont été placés sous le statut de témoin assisté, les magistrats ayant considéré qu'il n'existait pas d'« indices graves ou concordants » justifiant leur mise en examen pour le délit de « recel de détournements de fonds publics ».
Fin juillet 2017, François Fillon est auditionné pendant un jour et demi par le juge Tournaire. Durant l'été 2017 a lieu chez Axa une perquisition durant laquelle un rapport signé par François Fillon comme trace de sa prestation aurait été remis aux policiers.
Le 12 octobre, des sources proches de l'enquête révèlent que François Fillon a été placé par les juges d'instruction sous le statut de témoin assisté pour le chef d'« escroquerie aggravée » à l'issue de l'audition de juillet.

### Élargissement de l'enquête
Le 16 mars 2017, l’enquête est élargie à des soupçons de trafic d’influence dans le cadre de l'affaire des costumes de luxe offerts à François Fillon.
Le 21 mars 2017, plusieurs médias, dont Le Monde, annoncent que le PNF a délivré le 16 mars un réquisitoire supplétif aux trois juges chargés d'instruire l'affaire pour « escroquerie aggravée » et « faux et usage de faux » : les enquêteurs ont saisi lors d'une deuxième perquisition à l'Assemblée nationale courant mars 2017 des documents qui comporteraient des calculs d'heures travaillées et supposent que des faux ont pu être produits pour justifier a posteriori le travail de Penelope Fillon.

### Menaces de mort
Début avril 2017, des lettres anonymes de menaces de mort sont adressées par un mystérieux « Collectif d’Épuration 2J » à des collaborateurs du palais de l'Élysée puis à des magistrats du pôle financier et des journalistes du Canard enchaîné, de Mediapart et du Journal du Dimanche,,,. À la suite de ces envois, le parquet de Paris ouvre une enquête préliminaire pour « menaces de mort ».

### Fin de l'enquête
Le 20 juin 2018, Le Parisien annonce que la police judiciaire est en train de procéder à une série d'auditions depuis une quinzaine de jours. Les policiers de l'OCLCIFF entendent plusieurs anciens assistants parlementaires de François Fillon. Les trois juges ont prévu de boucler l'instruction pour l'automne. Le 5 septembre 2018, Marc Joulaud est entendu de nouveau pendant trois heures au pôle financier. Les 6 et 7 septembre 2018, Penelope et François Fillon sont entendus séparément par le juge Tournaire. Le 19 octobre 2018, Le Monde révèle que Marc Ladreit de Lacharrière accepte sur proposition du procureur Éliane Houlette de s'engager dans une procédure de comparution sur reconnaissance préalable de culpabilité d'abus de biens sociaux.

### Condamnation de Marc Ladreit de Lacharrière
Le 11 décembre 2018, le président du tribunal de grande instance de Paris confirme la condamnation de Marc Ladreit de Lacharrière à une peine de huit mois de prison avec sursis et 375 000 euros d’amende pour abus de biens sociaux, peine proposée par le parquet national financier dans le cadre d’une comparution sur reconnaissance préalable de culpabilité. L’homme d’affaires, proche de François Fillon a en effet reconnu avoir rémunéré la femme de l’ex-Premier ministre sans contreparties suffisantes à son salaire en 2012 et qu'en 2013 elle ne lui a fourni aucun travail. Il déclare beaucoup regretter « de n’avoir pas suivi suffisamment bien les travaux de Penelope Fillon ».

### Renvoi au tribunal correctionnel
Le 9 janvier 2019, le parquet requiert le renvoi de François Fillon, Penelope Fillon et Marc Joulaud devant le tribunal correctionnel.
Le 18 janvier 2019, les juges reçoivent une « demande d’actes » de la défense sollicitant de faire exécuter une réquisition adressée par les enquêteurs le 7 février 2017 au président de l’Assemblée nationale, demandant la transmission de la liste, depuis 1997, des rémunérations perçues par les conjoints et membres de famille de députés employés comme collaborateurs. Claude Bartolone s’y était opposé arguant du caractère « disproportionné » et de « difficultés techniques ». Les avocats de François Fillon font valoir que Mediapart a publié en 2014 une liste de députés ayant travaillé en famille et que l’Assemblée nationale a diffusé en 2017 une liste de collaborateurs par parlementaire. Cette demande reçoit le 29 janvier une fin de non-recevoir chez les juges d’instruction.
Le 23 avril 2019, les juges demandent le renvoi en correctionnelle de François Fillon pour « détournement de fonds publics », « recel de détournement de fonds publics », « abus de biens sociaux » et « manquement aux obligations déclaratives de la Haute Autorité pour la transparence de la vie publique », de Penelope Fillon pour « complicité et recel de détournement de fonds publics » et « recel d’abus de biens sociaux » et de Marc Joulaud pour « détournement de fonds publics ».
Le 11 juillet 2019, une audience fixe provisoirement la tenue du procès entre le 24 février et le 10 mars 2020. Le 12 septembre 2019, une nouvelle audience fixe la tenue du procès devant la 32e chambre correctionnelle les 24, 26 et 27 février et les 2, 4, 5, 9, 10 et 11 mars 2020. Des élus déplorent que ce procès s'ouvre durant la campagne des élections municipales, et s'achève à quatre jours du premier tour. Le 18 septembre 2019, le TGI de Paris affirme que le calendrier du procès a été fixé « en plein accord avec la défense de toutes les parties concernées ». Cette allégation est démentie par maître Antonin Lévy qui doit intervenir dans le procès du Mediator aux mêmes dates.

### Procès
Lors de la première audience, renvoyée du 24 février 2020 au 26 février 2020 à la demande des avocats en soutien au mouvement de grève contre la réforme des retraites, deux questions prioritaires de constitutionnalité sont posées par la défense. L'avocat de François Fillon demande si « un parlementaire peut être visé par l’infraction de détournement de fonds publics », le Code pénal ne visant explicitement « que des personnes dépositaires de l’autorité publique ou chargée d’une mission de service public ». L'avocat de Penelope Fillon conteste la quasi-imprescriptibilité de fait due à la jurisprudence de la Cour de cassation qui fixe en matière de point de départ de la prescription d'infraction dissimulée le jour où l'infraction a été constatée. Elle serait contraire à la décision du Conseil constitutionnel du 24 mai 2019  selon laquelle « en matière pénale, il appartient aux législateurs, afin de tenir compte des conséquences attachées à l’écoulement du temps, de fixer les règles relatives à la prescription de l’action publique qui ne soient pas manifestement inadaptées à la nature ou à la gravité des infractions ».
Le 27 février 2020, le tribunal annonce ne pas transmettre à la Cour de cassation les deux questions prioritaires de constitutionnalité et interroge les époux Fillon sur les tâches qu'a exercées Penelope Fillon pour son mari depuis 1981. À toutes les questions concernant sa rémunération, Penelope Fillon renvoie sur son mari. François Fillon déclare que la rémunération de son épouse a varié en fonction des disponibilités de son enveloppe budgétaire, que c’était une variable d’ajustement.
Lors de la séance du 2 mars sont lues les pièces versées au dossier par la défense pour justifier le travail qu'aurait exercé Penelope Fillon auprès de son époux. Concernant le faible nombre de pièces retrouvées, François Fillon déclare qu'il n’y a pas d’archives du travail des autres assistants parlementaires non plus avant 2012 car les archives étaient systématiquement détruites à la fin de chaque législature. Le procureur Létocard s'étonne de la présence de plus de pièces dans les périodes pendant lesquelles Penelope Fillon n'était pas rémunérée. Le procureur Nataf s'interroge alors sur la nécessité d'un contrat d'assistante parlementaire. « On peut poser la question différemment. Est ce que ça n'est pas anormal d'avoir fait un travail sans être rémunérée ? », rétorque François Fillon. Pour Penelope Fillon, il importait peu aux gens de savoir qu'elle était ou non l'assistante de François Fillon.
Le 4 mars, Marc Joulaud est interrogé. C'est François Fillon qui a souhaité que son suppléant et Penelope forment équipe et qui a fixé la rémunération de son épouse. L'objectif « était de faire en sorte de conserver la circonscription, si jamais les fonctions du ministre cessaient ». Penelope devait d’abord « donner de la visibilité, de la notoriété » à Marc Joulaud. Le week-end, elle le « présentait aux réseaux qui étaient les siens depuis vingt ans ». En semaine, elle le voyait à Paris avec Pierre Molager, qui gérait la cellule chargée de suivre les affaires locales sarthoises au ministère. Penelope Fillon évalue son travail pour Marc Joulaud à une vingtaine d'heures par semaine et déclare qu'elle était encore plus soucieuse de rester en retrait en public avec Marc Joulaud qu'avec son mari. En fin de journée Sylvie Fourmont, secrétaire historique de François Fillon, et ses anciens conseillers Pierre Molager et Igor Mitrofanoff ont décrit une femme de « terrain » aux précieux « conseils » politiques.
Lors de la matinée du 5 mars, consacrée aux questions des avocats de la défense, ceux-ci présentent trente quatre attestations, rédigées début 2020, sur le rôle de représentation de Penelope Fillon, sa gestion du courrier et la réception des administrés dans le manoir de Beaucé. L’accusation estime que les activités de Penelope Fillon relèvent de ce qu'elle appelle le « rôle social du conjoint » d’un parlementaire. La défense considère que cette notion est un non-sens sexiste. Pour François Fillon « c’est impossible de séparer la vie privée de la vie publique »,,. Dans l'après-midi sont évoqués les emplois des enfants pour leur père et celui de Penelope Fillon à la Revue des Deux Mondes. Concernant le travail simultané de Marie comme assistante de son père et stagiaire en cabinet d'avocat, François Fillon indique que c'était son organisation, qu'elle a toujours beaucoup travaillé et qu'elle continue à travailler « 70 heures par semaine ». Charles n'a plus l'ordinateur sur lequel il rédigeait ses notes et n'en a pas gardé de traces. Penelope dit qu'elle voulait travailler plus en dehors du travail d'assistante parlementaire. Elle se dit « déçue » par Marc Ladreit de Lacharrière et pense qu'il ne l'a pas prise au sérieux.
Le 9 mars, le tribunal se penche sur le prêt personnel de 50 000 euros non déclaré à la HATVP en décembre 2016. Pour François Fillon, il s'agit d'un oubli et d'une erreur. Il a remboursé le prêt en 2017, après avoir touché les droits d'auteur de son livre. Lors de l'examen de personnalité des accusés, on apprend que Marc Joulaud, président de la communauté de communes de Sablé-sur-Sarthe et candidat à sa succession, touche aujourd'hui un peu moins de 4 000 euros net par mois et que sa femme professeur d'anglais est sans emploi. Penelope Fillon fait partie du conseil municipal de Solesmes. Sans revenus depuis 2013, elle ne fait plus de projets d'avenir depuis trois ans. François Fillon déclare toucher maintenant par an 350 000 euros de conseils et 100 000 euros de retraite en plus des conférences à l'étranger. Commence ensuite la plaidoirie des avocats de la partie civile. Maître Saïda Benouari rappelle que le député Alain Marsaud a été condamné en 2018 sur reconnaissance préalable de culpabilité pour avoir indûment rémunéré sa fille. Elle évoque un préjudice au détriment du budget de l’Assemblée nationale, de 401 230,19 euros pour François Fillon et de 679 989,32 euros pour Marc Joulaud. Maître Yves Claisse réfute l'application dans cette affaire de la jurisprudence Kerviel, qui voudrait qu'on ne puisse pas réclamer l'intégralité d'un préjudice quand on est soi-même fautif, l'Assemblée nationale n'étant pas l'employeur ou le co-employeur de Penelope Fillon.
À la suite d'un réquisitoire sévère, le parquet national financier requiert le 10 mars cinq ans de prison dont trois avec sursis, 375 000 euros et 10 ans d'inéligibilité contre François Fillon, 3 ans de prison avec sursis et 375 000 euros d'amende contre Penelope Fillon et deux ans de prison avec sursis et 20 000 euros d'amende contre Marc Joulaud.
Le 11 mars, les six avocats de la défense attaquent une instruction qu'ils jugent à charge et plaident la relaxe,.
En mai 2020, Éliane Houlette, l'ex-procureur national financier, est entendue par la commission d'enquête de l'Assemblée nationale consacrée à « l'indépendance du pouvoir judiciaire ». Elle affirme lors de cette audition avoir subi des « pressions » lors de l'affaire Fillon. Cette mise en cause de sa supérieure hiérarchique, la procureure générale de Paris Catherine Champrenault, est mise en perspective par Mediapart qui révèle que Catherine Champrenault a déclenché un an plus tôt « une enquête judiciaire très gênante visant Éliane Houlette » pour « trafic d’influence », « prise illégale d’intérêts » et « violation du secret », faisant suite à un signalement par des gendarmes de Marseille, selon lequel la cheffe du parquet national financier aurait renseigné le clan Gaudin sur ses affaires.

## Condamnation des époux Fillon et de Marc Joulaud
Le 29 juin 2020, François Fillon est condamné à cinq ans de prison, dont deux fermes, et dix ans d'inéligibilité, et Penelope Fillon à trois ans de prison avec sursis. Ils sont aussi condamnés à payer chacun 375 000 euros d'amende, et à rembourser plus d'un million d'euros à l'Assemblée nationale. Le couple est aussi déclaré coupable de complicité de recel d'abus de bien social concernant l'emploi fictif de Penelope Fillon à La Revue des deux Mondes. Marc Joulaud est condamné à trois ans de prison avec sursis, à 20 000 euros d’amende avec sursis et à cinq ans d'inéligibilité.
« Par les faits dont il s'est rendu coupable, François Fillon a commis un manquement… à son devoir de probité et à celui d'exemplarité qui s'attachait à ses fonctions. En faisant prévaloir son intérêt personnel sur l'intérêt commun, il a contribué à éroder la confiance des citoyens », juge le tribunal correctionnel. « Ainsi, tout en prenant une part active à la vie publique et en prônant un comportement exemplaire, il persistait à mettre en œuvre un système lui permettant d'utiliser la quasi-totalité du crédit collaborateur qui était à sa disposition, sachant qu'il détournait ainsi des fonds publics de son usage, et à compléter les revenus de son couple avec des fonds provenant d'abus de biens sociaux ». La magistrate, lors de l’audience du jugement, évoque « l’exemplarité » dont aurait dû faire preuve François Fillon.
Le couple Fillon fait appel. Marc Joulaud fait de même quelques jours plus tard. Le procès en appel s'ouvre le 15 novembre 2021. Les peines requises sont alors moins lourdes que celles prononcées en première instance.
Le 9 mai 2022, la cour d'appel de Paris condamne François Fillon à quatre ans de prison, dont un ferme, ainsi qu'à dix ans d’inéligibilité. Son épouse Penelope est condamnée à deux ans de prison avec sursis. En outre le couple devra s' acquitter d'une amende de 375 000 euros chacun, et rembourser plus de 125 000 euros à l'Assemblée nationale. Marc Joulaud est condamné à trois ans de prison avec sursis et cinq ans d’inéligibilité, et doit rembourser près de 680 000 euros à l'Assemblée nationale, solidairement avec Madame Fillon. À la suite de cette décision, les époux Fillon ainsi que Marc Joulaud décident le jour même de former un pourvoi en cassation.
Le 28 septembre 2023, le Conseil constitutionnel donne raison à François Fillon, qui contestait la régularité de son procès en appel, en annulant un article de loi portant sur un point de procédure (la cour s’était fondée sur l’article 385 du code de procédure pénale, abrogé le 19 septembre 2023, pour écarter l’un des arguments des avocats de François Fillon concernant l’impartialité de l’enquête). Cela ouvre la voie à un troisième procès.
La chambre criminelle de la Cour de cassation rend sa décision le 28 février 2024. Après avoir examiné les pourvois de l'ancien Premier ministre François Fillon, de son épouse et de son ex-suppléant, elle renvoie la date du délibéré au 24 avril. L’avocat général conclut au rejet de quasiment tous les moyens soulevés par les avocats de François Fillon et demande une cassation partielle de la condamnation sans renvoi devant une nouvelle cour d’appel. Le 24 avril, la Cour de cassation confirme la décision d'appel concernant la culpabilité des condamnés, ainsi que la peine de Pénélope Fillon et Marc Joulaud (deux ans de prison avec sursis et 375 000 euros d’amende pour la femme de François Fillon et trois ans de prison avec sursis pour son député suppléant) qui est définitive,,. L'avocat du couple Patrice Spinosi indique que la Cour européenne des droits de l'homme peut être saisie après cet arrêt, ce qui est fait en août 2024. En revanche, la Cour décide de casser la décision de la cour d'appel en ses dispositions relatives aux peines prononcées contre François Fillon et aux dommages intérêts à verser par celui-ci et sa femme à l'Assemblée Nationale. Une nouvelle audience est prévue devant la cour d'appel de Paris pour réexaminer ces deux points.
En novembre 2024, il propose à l'Assemblée nationale de lui rembourser près de 700.000 euros sur les 10 prochaines années sur l'argent détourné qu'il a été condamné à rendre, afin d'éviter une sanction trop lourde lors du procès du 25 novembre 2024 pour redéfinir sa peine à la suite de sa condamnation. Il avait d'ailleurs conclu un accord avant l'été avec le Questeur de l'Assemblée nationale Éric Ciotti, un proche de François Fillon. La Questure ayant changé à la suite des élections législatives anticipées de 2024, elle lui demande dorénavant des garanties concernant son remboursement. Mais, à la demande de la défense, le procès est renvoyé au 29 avril 2025. Quatre ans de prison avec sursis (sans prison ferme donc), 375 000 euros d'amende et 10 ans d'inéligibilité sont finalement requis contre François Fillon. Le délibéré est rendu le 17 juin. François Fillon est définitivement condamné à quatre ans de prison avec sursis, 375 000 euros d’amende et cinq ans d’inéligibilité. Il se pourvoit en cassation.

## Défense de François Fillon pendant l'affaire

### Attaque contre la prétendue misogynie de l'article duCanard enchaîné
Au tout début de l'affaire Penelope Fillon, François Fillon attaque le caractère misogyne de l'article du Canard enchaîné du 25 janvier 2017 : « Je suis scandalisé par le mépris et par la misogynie de cet article. Alors, parce que c'est mon épouse, elle n'aurait pas le droit de travailler ? Imaginez un seul instant qu'un homme politique dise d'une femme, comme le fait cet article, qu'elle ne sait faire que des confitures. Toutes les féministes hurleraient. » L’article ne conteste à aucun moment le droit de Penelope Fillon de travailler mais c’est la réalité même de son travail d’assistante parlementaire qui est remise en question. D'après un spécialiste de la communication, cette contre-attaque de François Fillon est inefficace : « D’abord parce qu’on voit tout de suite que c’est une diversion, ensuite parce que ce n’est pas cohérent avec la personnalité même de François Fillon, qui n’est pas féministe ».

### Contestation de la compétence du parquet financier
Après l’ouverture de l’enquête préliminaire, les avocats de François Fillon considèrent que le parquet financier n’avait pas compétence pour enquêter sur les soupçons d’emplois fictifs de Penelope Fillon et que les investigations du parquet financier seraient frappées de nullité. Me Antonin Lévy estime qu'« un parlementaire ne peut pas être concerné par un détournement de fonds publics » et que, d'autre part, des atteintes sont portées au principe démocratique de la séparation des pouvoirs. Les avocats de François Fillon demandent au parquet national financier de se dessaisir de l'enquête préliminaire qu'il a engagée. Par ailleurs il considère que l'enquête est devenue plus médiatique que judiciaire. Les avocats de François Fillon portent plainte pour violation du secret de l'instruction s'interrogeant sur « l'impartialité d'une ou plusieurs personnes dans cette enquête ».
Le parquet financier répond à cette mise en cause indiquant que « la poursuite du délit de détournement de fonds publics relevant d’une compétence partagée avec le parquet de Paris, l’ouverture de l’enquête préliminaire a été précédée d’un échange avec ce dernier, comme le prévoit la circulaire du 31 janvier 2014 ».

### Évocation d'un complot attribué au pouvoir socialiste
À partir du 26 janvier et à plusieurs reprises les jours suivants, François Fillon et ses soutiens évoquent des « officines » à l’œuvre pour nuire à la candidature de François Fillon,. Le 2 février, François Fillon continue à dénoncer un complot politique : « Ces attaques ne sortent pas de nulle part, elles ont été soigneusement préparées, mijotées, dans les arrière-cuisines des officines. »
Le 1er février, devant les parlementaires Les Républicains, François Fillon déclare être victime d'un « coup d'État institutionnel » dirigé par la gauche au pouvoir contre sa candidature à la présidentielle. À la suite de cette accusation de complot de la gauche, Benoît Hamon le candidat socialiste à la présidentielle répond : « Je ne vois pas où se situe le complot. À ma connaissance, l'employeur c'est bien François Fillon, l'employée c'est madame Fillon. Où se situe le complot, je ne vois pas bien ».
Invité le 2 février par France Info, le député LR proche de Nicolas Sarkozy Éric Ciotti déclare — « en suivant le vieil adage populaire, à qui profite le crime ? » — être sur la piste de la taupe du Penelopegate. Selon lui, « il n’y a qu’un lieu où tous les éléments qui sortent, contrats, chiffres, sont recensés, c’est à Bercy », le pouvoir ayant la capacité d'en disposer. Pour l'élu, l'affaire profite à Emmanuel Macron, très proche du président de la république François Hollande et du secrétaire général de l'Élysée Jean-Pierre Jouyet déjà impliqué en 2014 dans une tentative de diffamation contre Fillon.
Le 22 mars le député LR Luc Chatel affirme que les socialistes seraient à la manœuvre derrière toutes ces révélations : « Après des semaines de manœuvres, les socialistes signent enfin leur forfait. La chronologie est trop parfaite pour être le fruit du hasard. […] Le forfait est ainsi signé de la grande manipulation orchestrée depuis des semaines ». François Fillon est d'accord avec cette charge de son porte-parole et assure — « sans apporter la moindre preuve de ce qu'il avance », commente L'Express — qu'il existe une machination contre lui : « Chaque semaine, il y a des fuites organisées contre le secret de l'instruction par les services de l’État ».
Le 23 mars sur France 2, invité de L'Émission politique présentée par David Pujadas, François Fillon affirme en direct que les affaires qui lui valent une mise en examen sont pilotées par le président de la République. Selon lui, il existerait un cabinet noir de l’Élysée qui ferait fuiter les auditions dans les journaux et remonter toutes les écoutes au chef de l’État. Pour étayer ses dires, il affirme s'appuyer sur le livre Bienvenue place Beauvau publié le même jour par trois journalistes, dont deux travaillent au Canard enchaîné. L'Élysée dément le soir même l'existence d'un cabinet noir et les auteurs indiquent « Le retour aux affaires des chiraquiens nourrit bien évidemment le soupçon sarkozyste de l'existence d'un cabinet noir. Il n'est pas possible d'en apporter la preuve formelle comme il n'est pas possible de prouver le contraire ». Concernant plus précisément l’affaire Fillon, les auteurs écrivent « Le scandale du Penelopegate vient d’éclater et le parquet national financier a diligenté, à la lecture de l’hebdomadaire satirique paraissant le mercredi, une enquête sur l’emploi présumé fictif de Madame Fillon, comme assistante parlementaire de son mari. Mais cette fois, le supposé cabinet noir de l’Élysée n’y est pour rien ». Le livre évoque un éventuel « cabinet noir anti-Sarkozy », une « structure clandestine, aux ramifications complexes », qualifiée d'« association de malfaiteurs » par les élus Les Républicains Bruno Retailleau, Christian Jacob (respectivement présidents des groupes LR au Sénat et à l'Assemblée nationale), Valérie Pécresse (présidente du conseil régional d'Île-de-France), Luc Chatel, Nathalie Kosciusko-Morizet et Philippe Bas. Ceux-ci saisissent le procureur de Paris et le procureur national financier en leur demandant de donner « les suites » qu'ils jugent « utiles » aux 17 passages du livre dans lesquels, selon eux, les faits révélés sont des faits de « corruption », de « trafic d'influence », d'« atteinte à la vie privée » et d'« abus d'autorité » commis au sommet de l'État.
Le 26 mars 2017, François Bayrou, qui soutient Emmanuel Macron pour la présidentielle, déclare qu'il ne croit pas au complot et estime que « la théorie du complot est un enfermement [dans lequel] on s'empêche de voir la responsabilité que l'on porte soi-même ».
Le 31 mars, L'Express indique que « selon une source proche du dossier, les faits racontés sont toutefois "insuffisamment étayés et précis" pour justifier l'ouverture d'une enquête judiciaire ». Le 6 avril, L'Express révèle que le procureur national financier, pour lequel cinq des passages sur les dix-sept concernent « d'éventuelles infractions ressortissant de [sa] compétence », indique que « les affirmations qu'on y trouve sont trop imprécises et manquent trop d'étai pour pouvoir justifier l'ouverture d'une enquête préliminaire ». Le procureur François Molins répond lui aussi pour les autres passages en indiquant qu'« aucune suite judiciaire ne devrait être donnée en raison du même problème de l'imprécision des faits dénoncés ». Le 7 avril, Robert Gelli, directeur des affaires criminelles et des grâces, dément à son tour les accusations.
Selon plusieurs journaux, le candidat et son entourage relancent l’idée d’une machination, faute de pouvoir être entendus sur les thèmes de leur programme,,. La méthode de défense de François Fillon a pu être analysée comme une mise en application du Théorème de Pasqua, relative à une citation attribuée à l'ancien ministre de l’intérieur Charles Pasqua : « Quand on est emmerdé par une affaire, il faut susciter une affaire dans l’affaire, et si nécessaire une autre affaire dans l’affaire de l’affaire, jusqu’à ce que personne n’y comprenne plus rien ».
François Fillon réitère ses accusations contre le pouvoir en place le 6 avril 2017, répétant que les documents auxquels les journalistes du Canard enchaîné ont eu accès « viennent d'un service de l'État ». Maintenant que la justice est, selon lui, manipulée, François Fillon menace de poursuivre, « le moment venu, tous ceux qui sont à l'origine de cette affaire ». Ces allégations sont rapidement démenties et qualifiées de « grotesques » par Le Canard enchaîné, le rédacteur en chef Louis-Marie Horeau déclarant avec humour que le journal « adorerait trouver au courrier une enveloppe bien fournie de révélations comme celles-ci chaque matin ». François Fillon affirme qu'il détient toutes les indications sur ceux qui ont transmis les documents et qu'il poursuivra le moment venu ceux qui sont à l'origine de la révélation de l'affaire. Dans l'entourage de François Hollande on rétorque que « s'il avait la moindre preuve, il l'aurait déjà produite ».
Le 18 juin 2017, François Fillon déclare au Journal du dimanche qu'il n'est plus sûr que les révélations de l'affaire ont été organisées à l'Élysée. Il avance désormais trois hypothèses : « le pouvoir, quelqu’un de (s)on camp, un autre personnage extérieur à la politique ».
Le 2 août 2017, le magazine Paris Match annonce que « le journaliste d’investigation et auteur de best-sellers Pierre Péan, convaincu par la thèse du complot, s’est lancé, lui, dans une enquête au long cours ». Le 29 septembre 2017, Pierre Péan dément dans Ouest-France avoir enquêté ou vouloir le faire prochainement.
Le 8 septembre 2017, Florence Portelli, candidate à la présidence des Républicains, interviewée dans l'émission Face aux chrétiens, déclare que « bien sûr » il y a eu complot contre son candidat. « Pourquoi ça sort à cet instant-là, alors qu'il est depuis 36 ans dans la vie politique, que certains faits sont connus, notamment l'emploi de son épouse au Parlement ? »
Le 17 janvier 2018, son avocat dénonce une justice trop lente. Maître Antonin Lévy estime que « 95 % des actes ont été réalisés en 5 % du temps d’enquête environ. On a mis le paquet, comme jamais on l’a fait dans un dossier, pour qu’aujourd’hui, il ne se passe plus rien ».

### Refus de répondre aux questions des journalistes sur les affaires
À partir d'avril 2017, avant le premier tour de l'élection présidentielle du 23 avril 2017, François Fillon refuse de s'exprimer sur sa mise en examen et les affaires judiciaires qui le concernent.
Le 4 avril 2017 lors du grand débat des onze candidats à l'élection présidentielle, à une demande d'explications de Laurence Ferrari sur ses supposées "erreurs" passées, il rétorque : « Non seulement je n'ai pas commis d'erreurs, Madame, mais en plus je refuse de répondre à toute question sur ce sujet, et surtout de la part de journalistes qui pendant deux mois et demi ont fait mon procès ».
Le 11 avril 2017, à la suite des nouvelles révélations de Mediapart du 10 avril concernant la date à partir de laquelle Penelope Fillon aurait été rémunérée par l'Assemblée nationale, François Fillon affirme qu'il refusera de répondre publiquement à toute question concernant l'emploi de son épouse, déclarant ne pas vouloir davantage « aliment[er] le feuilleton de la calomnie avec ces révélations successives, soigneusement distillées par des services de l’État », après avoir invité la veille un journaliste à « aller [se] faire voir ».
Le 13 avril, François Fillon refuse l'invitation à une émission de Jean-Jacques Bourdin sur BFMTV prévue le 21 avril, dernier jour de la campagne électorale. Le journaliste assure en connaître la raison : « [François Fillon] ne veut plus parler des affaires, donc il estime que l'on ne peut plus l'interroger. » De plus, l'émission précédente chez Jean-Jacques Bourdin le 3 avril ne s'était pas très bien passée pour François Fillon, celui-ci ayant provoqué l'ire et le dépit d'internautes et de rivaux politiques lorsqu'il avait déclaré qu'il n'arrivait pas à mettre « de l'argent de côté ». Son refus de participer à l'émission serait destiné à ne pas offrir un éventuel nouvel angle d'attaque pour ses adversaires à deux jours du premier tour. Le même jour, dans un entretien avec La Dépêche du Midi François Fillon esquive les questions portant sur ses ennuis judiciaires mais le journal publie ces questions dans un encadré qui accompagne l'entretien.
Le 19 avril, le journal Le Monde annonce qu'il a refusé un entretien de politique générale avec François Fillon car celui-ci a posé comme condition de ne pas avoir à répondre à des questions portant sur les affaires pour lesquelles il a été mis en examen. Le journal explique cette décision : « Nous avons refusé parce qu’il nous semblait indispensable d’interroger François Fillon sur la moralisation de la vie publique, sujet essentiel du débat démocratique en cours. Et parce qu’il nous semble évident, par ailleurs, que les hommes et femmes politiques n’ont pas à décider des questions qui leur sont posées ». François Fillon réplique le lendemain en affirmant sur RTL que « c’est pas les médias qui décident du tempo, qui décident des questions, qui décident de la campagne » et en ajoutant que « chacun pose les questions qu’il veut, mais moi, je réponds à qui j’ai envie de répondre ».
Dans le livre Déflagration paru le 23 novembre 2017, son directeur de campagne Patrick Stefanini affirme que François Fillon lui a caché l'enquête que menait le Canard enchaîné sur les emplois de Penelope Fillon, alors qu'il en était informé avant sa révélation publique, le 24 janvier 2017.

### Dénonciation d'un acharnement médiatique
Lors de sa conférence de presse du lundi 6 février, François Fillon accuse les médias de l'avoir « lynché et assassiné politiquement ». Le 8 février, la porte-parole de François Fillon, Caroline Cayeux dénonce un « acharnement médiatique […] très choquant pour tout le monde », rappelant « la présomption d'innocence » de son candidat.
Le 18 avril 2017 François Fillon ironise face à l'acharnement médiatique dont il se dit victime : « Il y a des journalistes qui enquêtent chez moi, dans mon département. Alors j'ai une Ferrari cachée dans une grange quelque-part. Ils la cherchent mais ne la trouvent pas. J'ai fait payer le repas d'enterrement de ma mère par des entreprises. Je suis intervenu auprès du recteur pour augmenter la note de mon fils au baccalauréat. Et ma femme a travaillé dans un cabinet ministériel dans les années 30 ! » Quand un lecteur du Parisien lui demande pourquoi il n'a pas calmé le jeu au début, il répond : « Parce que la justice s'est emparée du sujet en une heure, que j'ai 20 enquêteurs sur mon dos depuis trois mois, j'en suis à neuf perquisitions aujourd'hui ».

### Plainte déposée contreLe Canard enchaîné
L'entourage de François Fillon a indiqué à l’Agence France-Presse le 2 mai 2017 qu'il avait récemment porté plainte contre Le Canard enchaîné. Cette plainte est fondée sur l’article L. 97 du code électoral, qui réprime la propagation de « fausses nouvelles » ou de « bruits calomnieux » qui auraient pour effet de détourner des suffrages ou de déterminer un ou plusieurs électeurs à s'abstenir de voter. À la demande du parquet de Paris, le rédacteur en chef Louis-Marie Horeau et le journaliste Hervé Liffran sont entendus successivement par la police le 11 mai dans le cadre de cette plainte,. Cette plainte a été déposée le 13 avril à la suite d'un article intitulé « l'enquête sur Penelope s'approche de son berceau… » paru le 12 avril. Le Canard enchaîné y annonce avoir la preuve que Penelope Fillon aurait été rémunérée pendant 15 mois à partir d'avril 1980 comme « collaboratrice au sein d'un ministère parisien ».
L'homme d'affaires Robert Bourgi affirme le 3 mai 2017 que le but de Fillon serait de faire invalider l'élection. En effet, selon un avocat contacté par L'Obs, ce cas de figure est théoriquement possible. France-Soir dément les spéculations de Robert Bourgi et de l'avocate Delphine Meillet car le Conseil constitutionnel « examine et tranche définitivement toutes les réclamations » avant de proclamer les résultats et devait statuer au plus tard le 26 avril sur le premier tour ce qui est forcément trop court pour faire aboutir une enquête préliminaire.
Le 12 décembre 2017, on apprend que la plainte de François Fillon a été classée sans suite fin novembre. Dans un courrier adressé aux avocats le parquet déclare : « À l'issue des investigations menées, il est apparu que Mme Fillon a exercé une activité rémunérée par la direction régionale des finances publiques de Paris entre le 1er janvier 1980 et le 31 juillet 1981. »

## Répercussions politiques

### Revirements des soutiens de François Fillon

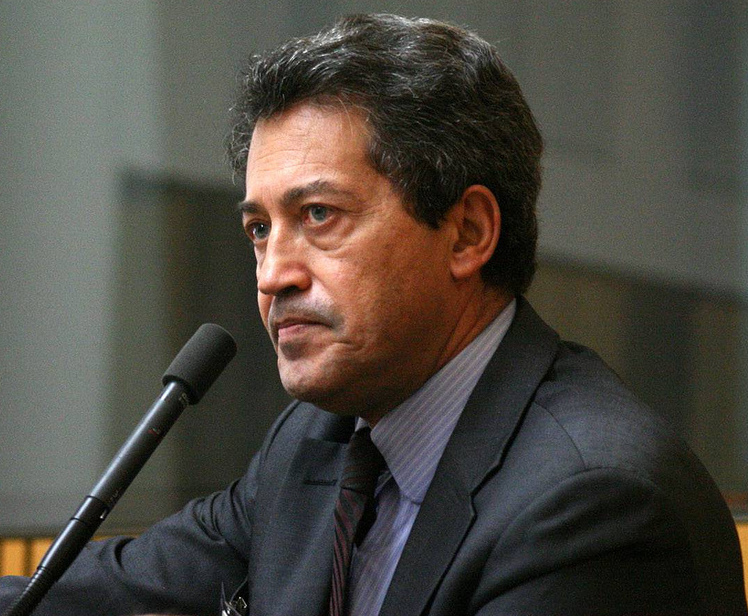
Georges Fenech est le premier à demander le retrait de la candidature de François Fillon.

L'affaire Penelope Fillon provoque pendant plusieurs semaines la remise en cause de la candidature de François Fillon à l'élection présidentielle par certains membres de la droite et du centre.
Dans un premier temps, le 27 janvier, Alain Juppé exclut d'être un recours en cas de retrait de la course présidentielle de François Fillon.
Le 1er février 2017, le député sarkozyste Georges Fenech, membre des Républicains, estime que « le résultat de la primaire est caduc » et que « la situation est très compromise à droite » ; il appelle son camp à changer de candidat,,,. La député alsacienne Arlette Grosskost, elle aussi membre des Républicains et soutien d'Alain Juppé lors de la primaire, affirme qu'elle a toujours été contre le népotisme et ajoute : « On est très mal. Moi, j'ai un tas de SMS qui arrivent ou de mails de la part de militants de base qui me disent “mais qu'est-ce qu'on fait” ? Que voulez vous que je réponde ? ».
Henri Guaino, député des Républicains également candidat à la présidentielle, considère que l'affaire est un « naufrage » et que François Fillon doit renoncer à être candidat,. Il déclare par la suite que ce dernier « ne tiendra pas jusqu'au premier tour » et que la droite peut « perdre » l'élection.
Le 4 février 2017, les fillonistes considèrent que François Fillon est le seul « dénominateur commun » pour la présidentielle et que tous ceux qui s'estimaient être un plan B ont fait le constat qu'il n'y en avait pas. Ils affirment que les juppéistes ne veulent pas entendre parler de François Baroin et que les quadras (Bruno Le Maire, Nathalie Kosciusko-Morizet, Laurent Wauquiez, Xavier Bertrand et Valérie Pécresse) ne laisseront pas l'un d'entre eux partir comme candidat de remplacement à la présidentielle.

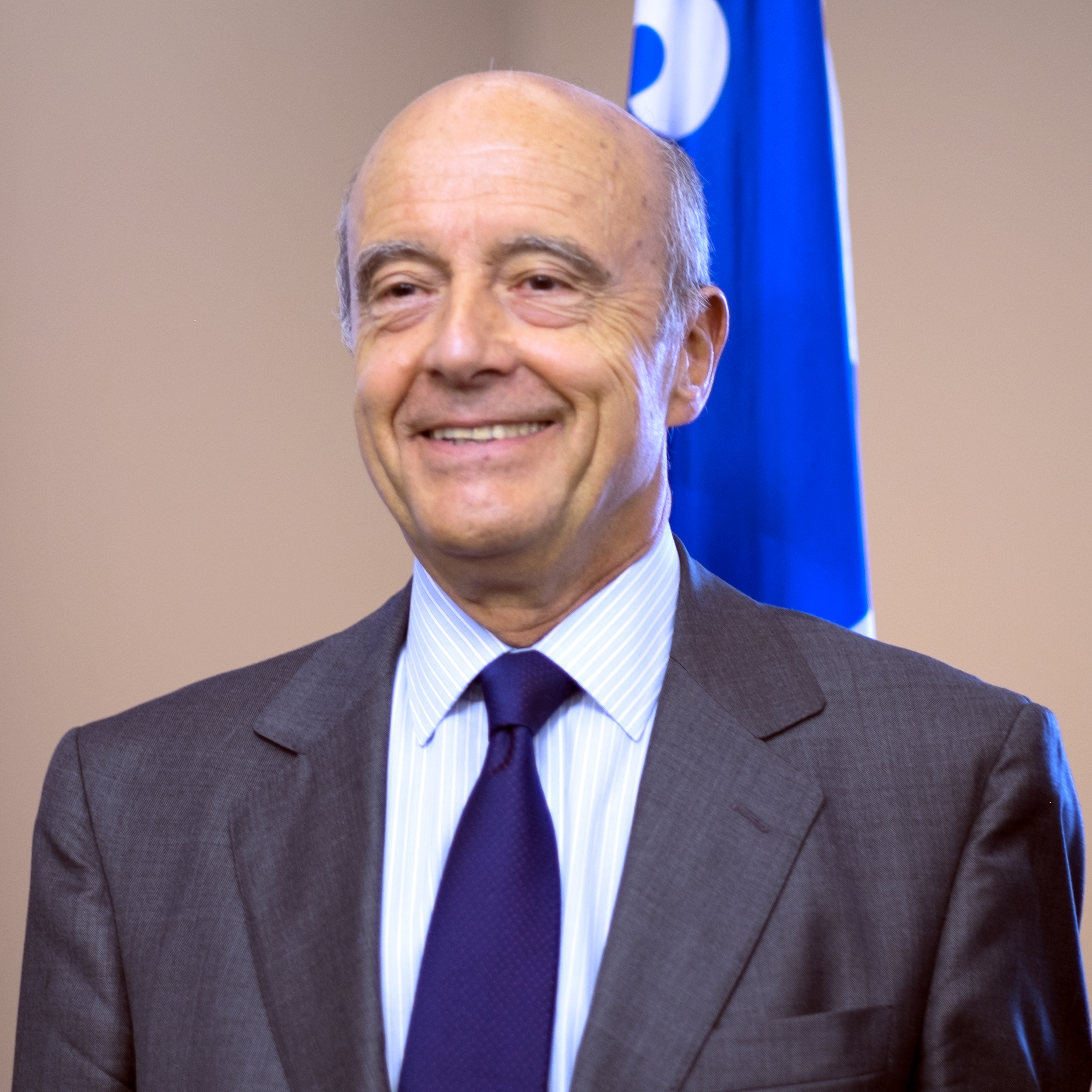
Alain Juppé refuse à plusieurs reprises de remplacer François Fillon.

Le 5 février 2017, Le Figaro annonce que Juppé n'exclut plus de prendre la relève de Fillon sous condition qu'il y ait consensus autour de sa candidature. Il se considère comme le seul capable de sauver sa famille politique. Mais rien ne se fera sans l'accord de Fillon. Les deux hommes se sont rencontrés le 4 février et ont prévu de se revoir prochainement.
Le 13 février, dix-sept sénateurs, députés, députés européens et anciens ministres dont Georges Fenech, Claude Goasguen, Alain Gest, Sébastien Huyghe, Nadine Morano se réunissent pour évoquer les difficultés de la campagne pour l'élection présidentielle. Ils entendent que François Fillon « prenne ses responsabilités » et se retire,.
Après l'annonce le 1er mars 2017 de la convocation de François Fillon aux fins de mise en examen, Nicolas Sarkozy indique à François Fillon, en privé, qu'il se retirerait s'il était à sa place, tout en ajoutant qu'il ne fera rien pour le gêner. Dès le 1er mars, Bruno Le Maire démissionne de la campagne, suivi le 2 mars par Gilles Boyer, le trésorier de la campagne présidentielle, Sébastien Lecornu, directeur adjoint de la campagne et Vincent Le Roux, conseiller auprès du directeur de campagne,.
Le 2 mars, les juppéistes Benoît Apparu, Édouard Philippe et Christophe Béchu quittent Fillon et une vingtaine de maires de la droite et du centre lui demandent de se retirer en cas de mise en examen (dont Brigitte Fouré, maire UDI d’Amiens, Laurent Hénart, maire UDI de Nancy, Arnaud Robinet, maire LR de Reims, Catherine Vautrin, présidente LR de Reims métropole, Agnès Le Brun, maire LR de Morlaix, Bernard Bonne, président LR du conseil départemental de la Loire, Jean-René Etchegaray, maire UDI de Bayonne, Laurent Lafon, maire UDI de Vincennes, Brigitte Barèges, maire LR de Montauban, Valérie Debord, adjointe LR au maire de Nancy, Valérie Lacroute, député-maire LR de Nemours, Jean Rottner, maire LR de Mulhouse, Guillaume Delbar, maire LR de Roubaix),.
Le 3 mars, l'organisateur de la primaire Thierry Solère met fin à ses fonctions de porte-parole de François Fillon, Dominique Bussereau, conseiller politique, et Patrick Stefanini, le directeur de campagne, donnent leur démission. Ce dernier est remplacé le 6 mars par Vincent Chriqui,.

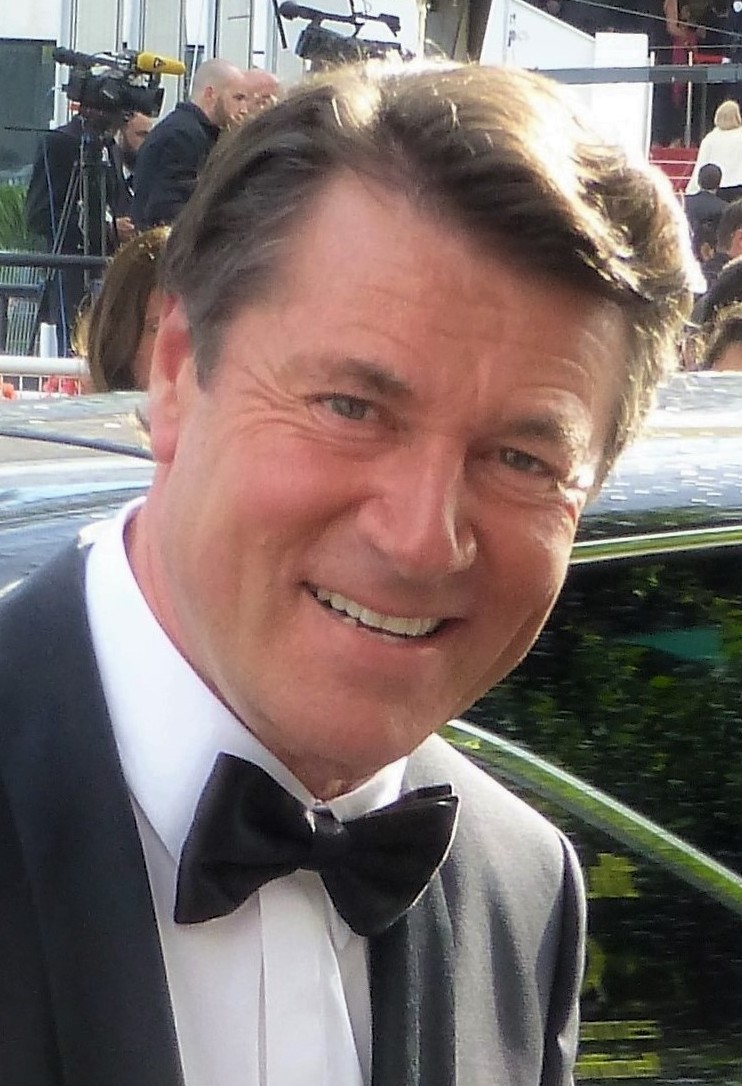
Christian Estrosi, hué à Toulon lors d'un meeting de Fillon, la veille du.

Le 2 mars, Georges Fenech appelle à parrainer Alain Juppé, le 6 mars il appelle à parrainer François Baroin et, le 14 mars, il parraine finalement François Fillon.
Arlette Grosskost qui, dès le 6 février, a été rassurée par des propos de François Fillon dans lesquels il a selon elle « fait preuve d'humilité », évoque le 3 mars « la défection de certains collègues politiques qui quittent le navire », ajoutant que « la plupart [sont] coutumiers du fait de toujours privilégier leur intérêt personnel en lieu et place d’un intérêt général bien compris ».
Dominique de Villepin, Jean-Louis Debré, Fabienne Keller, Franck Riester, Yves Jégo, Benoît Apparu, Pierre Lellouche et Christine Boutin prennent position contre la candidature de François Fillon. Louis Giscard d'Estaing, Gérard Larcher, Bernard Accoyer, Valérie Pécresse, Xavier Bertrand et Christian Estrosi souhaitent que François Fillon renonce à se présenter et soit remplacé par Juppé, puis se ravisent après le rassemblement de soutien réussi du Trocadéro le 5 mars, au cours duquel Fillon exprime son « dégoût », en dénonçant « la fuite en canard (...), la désertion assumée sans honte et aussi sans orgueil » de ceux de son camp qui le lâchent. Le journal Libération met régulièrement à jour un compteur de tous les hommes politiques de la droite et du centre qui l'abandonnent, nommé « Compteur des lâcheurs de Fillon ». Au soir du 6 mars, il indique 306 désistements, puis baisse à partir du 7 mars, à la suite de la déclaration du 6 mars d'Alain Juppé, dans laquelle il exclut définitivement d'être un recours en cas de désistement de Fillon et après laquelle le comité politique Les Républicains confirme à l'unanimité que François Fillon est son candidat à l'élection présidentielle. Un mois plus tard, le 31 mars, Christian Estrosi est sifflé à Toulon, lors d'un meeting de soutien à Fillon, au cours duquel il prend la parole et après lequel, en tant que Président de la région, il reçoit Emmanuel Macron, à Marseille, le 1er avril.
Le 14 mars 2017, peu après que la mise en examen attendue de François Fillon a été confirmée, Jean-Christophe Lagarde signe au nom de l'UDI son accord de soutien à François Fillon comme candidat de la droite et du centre[réf. nécessaire].
Onze anciens ministres de Jacques Chirac (François Bayrou, Corinne Lepage, Jean-Jacques Aillagon, Dominique Perben, Philippe Douste-Blazy, Jean Arthuis, Jean-Jacques de Peretti, Renaud Dutreil, Jean-Paul Delevoye, Serge Lepeltier, Anne-Marie Idrac), de même qu'Alain Madelin, Michel Mercier, Marie-Anne Montchamp, Thierry Breton, et le petit-fils de Jacques Chirac se rallient à Emmanuel Macron.
Le 9 mai, l'hebdomadaire Marianne rapporte qu'au mois de mars une dizaine de juppéistes et lemairistes ont abandonné l'équipe de campagne de François Fillon dont ils étaient des permanents rémunérés, mais ont néanmoins continué à être payés par le parti Les Républicains jusqu'au mois de mai.

### Autres réactions de personnalités politiques

#### Candidats à l'élection présidentielle
Marine Le Pen, candidate du Front national, déclare qu'« une relation de confiance est rompue » et qu'il appartient à François Fillon ou à sa famille politique « de tirer les conséquences ». Elle trouve « totalement stupide » la promesse faite par François Fillon de se retirer s'il devait être mis en examen,. Plusieurs observateurs relèvent que Marine Le Pen fait dans le même temps l'objet d'accusations de multiples emplois fictifs au Parlement européen, mais que seul François Fillon est au centre des attentions en raison de sa campagne menée sur l'irréprochabilité, et de son image de « candidat de l'honnêteté »,.
Emmanuel Macron a appelé au calme face à l'affaire et refusé de « céder à l'hallali ».
Jean-Luc Mélenchon, candidat à gauche et opposant politique de Fillon, dénonce « la mentalité particulière d'une caste » et propose de faire « dégager » la classe dirigeante par la création d'une assemblée constituante destinée à changer « la règle du jeu politique de fond en comble ».
Philippe Poutou, candidat trotskiste du Nouveau Parti anticapitaliste (NPA), attaque vertement François Fillon lors du débat télévisé entre les onze candidats du 4 avril 2017, affirmant que François Fillon se dit « préoccupé par la dette mais [qu']il y pense moins quand il se sert dans les caisses publiques, quand il paie sa famille », s'attirant une réaction indignée du candidat de la droite, qui le menace de « [lui] foutre un procès ».

#### Autres personnalités politiques
Le 30 janvier 2017, Julien Dray (PS), interviewé par Anne-Sophie Lapix, soutient François Fillon et son épouse du point de vue juridique : « Il n'y a nulle part dans la loi une définition de ce qu'est le travail d'un assistant parlementaire. […] À la limite, […] il dirait « elle ne faisait que repasser mes pantalons » qu'on ne pourrait rien lui reprocher […] sur le plan juridique ». Il nuance cependant son propos en expliquant que les actes du couple Fillon peuvent être vus différemment du point de vue de la morale.
Le 3 février 2017, Rachida Dati, qui dès juillet 2014 avait vainement tenté d'attirer l'attention sur le manque de transparence des enveloppes parlementaires de François Fillon , (qui lui a préféré Nathalie Kosciusko-Morizet lors des investitures pour les élections législatives de 2017), nie avoir déclaré : « Si Fillon donne sa circo à NKM, ce sera la guerre, et, faites gaffe, j’ai des munitions, je vais lui pourrir sa campagne. » et dément la rumeur qui fait d'elle la source du Canard enchaîné, précisant : « Est-ce que c'est mon genre de faire des coups dans le dos ? Moi je fais les coups en direct. Alors après je le paie cher. Mais j'assume »,.
Pour Bruno Le Maire, les Français sont choqués par l'importance des sommes mises en jeu.
Ludovine de La Rochère, présidente de La Manif pour tous, soutient François Fillon car il est « présumé innocent » et permettra les « changements sociétaux auxquels nous croyons ».
Jean-Pierre Chevènement critique le fait que la justice ne respecte pas une trêve électorale : « Je suis très inquiet pour l'avenir de notre démocratie (…) je comprends l'état d'esprit de ceux que choque la convocation judiciaire du candidat de la droite à deux jours de la clôture des parrainages ».

### Réactions dans l'opinion publique
Dans la rue, les soutiens de François Fillon sont très vivement critiqués comme l'indique le 4 février 2017 le sénateur des Républicains Bruno Gilles : « On se fait pourrir dans la rue. On est foutus, on est morts si on ne fait rien. Jour après jour, cette affaire est dévastatrice, on ne peut pas attendre encore quinze jours ».
Une pétition demandant à Penelope Fillon de rendre ces 800 000 euros est lancée sur le site Change.org par Christophe Grébert. Elle obtient plus de 420 000 signatures.
Le 3 février 2017, Virginie Tellenne, dite Frigide Barjot, lance une pétition en faveur de François Fillon, affirmant qu'il est normal que celui-ci ait embauché sa femme et ses enfants car « il défend la famille ». Cette pétition reçoit plus de 30 000 signatures en quelques jours.
Le 11 février 2017, une manifestation citoyenne pour le retrait de Fillon est organisée à Sablé-sur-Sarthe à l'appel de Didier Hutin, figure du monde associatif sabolien. La manifestation est un échec, les journalistes étant venus en nombre pour une quinzaine de manifestants,.
Mais, à de nombreux déplacements du candidat, des manifestants se déplacent et accueillent François Fillon avec cris, pancartes ou concert de casseroles, comme à La Réunion ou Tourcoing, ce qui fait dire au candidat « quand on veut empêcher les gens de faire campagne, ça pose des petites questions démocratiques ». Afin d'éviter d'avoir affaire à ce genre de perturbations, l'équipe de campagne de François Fillon décide de modifier les horaires et l'ordre des étapes de son agenda par rapport à ce qui a été communiqué à la presse.
Une trentaine de personnes participent à un concert de casseroles d'une heure et quart devant la salle d'un meeting de soutien à François Fillon le 21 mars à Calais, provoquant l'intervention d'une cinquantaine de policiers (police municipale comprise). Une quinzaine de participants reçoivent le 1er avril 2017 une amende de 68 € pour « émission de bruit portant atteinte à la tranquillité du voisinage ou la santé de l’homme ». Fin mai 2017, le procureur de la République de Boulogne-sur-Mer, Pascal Marconville, donne instruction à la police de classer sans suite les amendes de Calais pour garantir l'égalité des manifestants devant la loi, aucune autre verbalisation n'ayant eu lieu.
Depuis la mi-avril 2017 se diffuse sur Internet (et à la radio dans une moindre mesure) le slogan "Rends l'argent !". En référence aux motifs des mises en examen et aux sommes d'argent public mises en jeu, des manifestations sonores (bruits de casseroles, etc) surviennent lors des déplacements de François Fillon,,,. Le slogan "Rends l'argent !" est par ailleurs affiché en fond d'écran de certains ordinateurs des locaux de l'entreprise Deezer lors d'une visite de François Fillon le 19 avril.

### Évolution des intentions de vote pour François Fillon

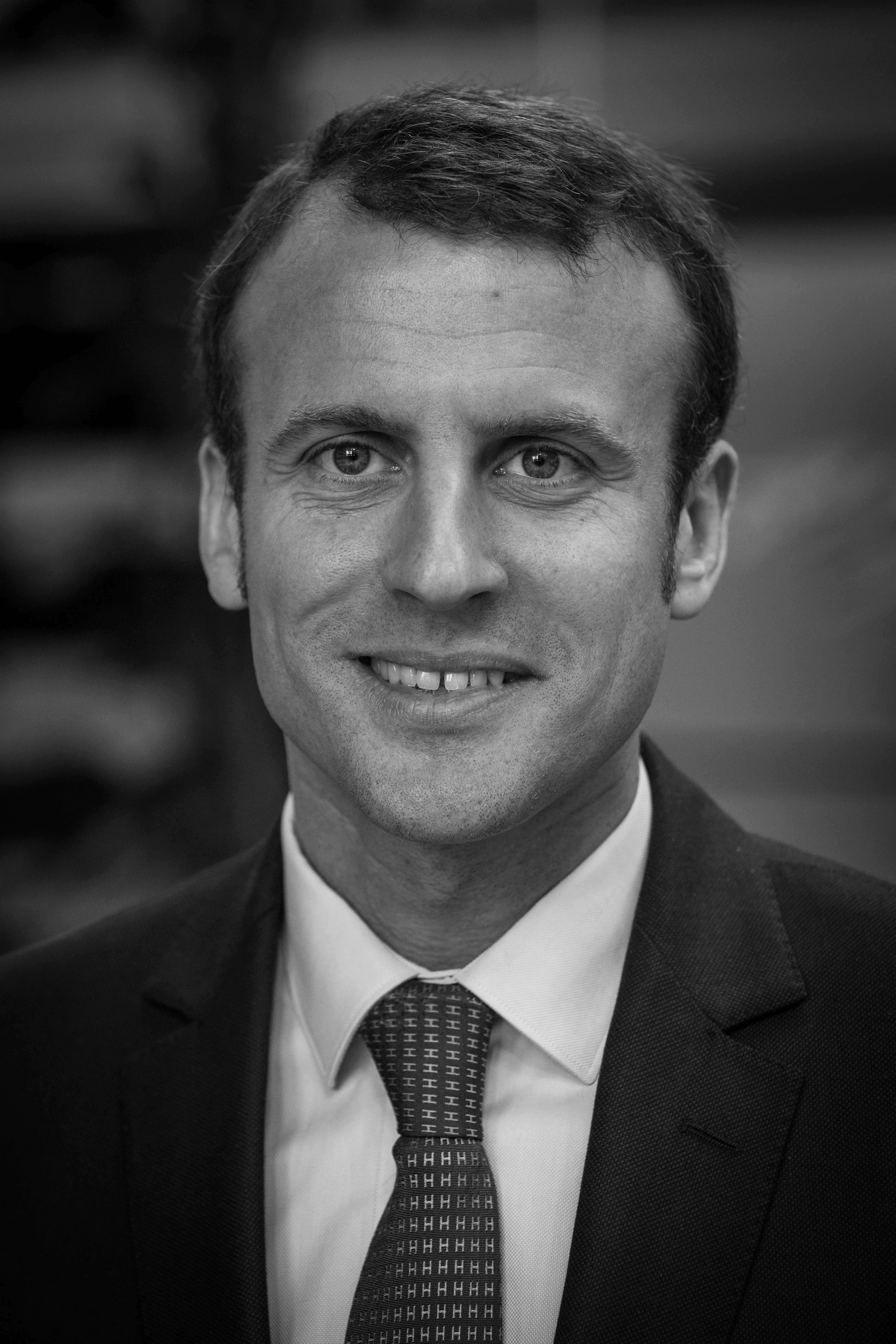
Emmanuel Macron

À la suite des révélations sur l'affaire, les intentions de vote pour François Fillon à l'élection présidentielle de 2017 diminuent de cinq à six points au 1er février par rapport au mois précédent, se situant désormais environ au même pourcentage qu'Emmanuel Macron, voire en dessous. Une enquête du Cevipof réalisée pour Le Monde publiée le 16 février montre une baisse de 6,5 points par rapport au mois précédent, à 18,5 % contre 25 %, le plaçant en troisième derrière Marine Le Pen (26 %) et Emmanuel Macron (23 %),.
Le 4 février 2017, alors que trois quarts des sympathisants du parti Les Républicains avaient pour intention de voter pour François Fillon le mois précédent, ils ne sont plus que 62 % dans cette optique (17 % comptant voter pour Marine Le Pen et 14 % pour Emmanuel Macron). Ils seraient également 53 % à déclarer pouvoir changer d'avis, contre seulement 36 % trois semaines auparavant. Selon un sondage du Journal du Dimanche paru le 5 février, 60 % des sympathisants Républicains souhaiteraient son maintien alors que 68 % des Français souhaiteraient son retrait.
François Fillon cède ses intentions de vote entre janvier et février 2017 selon le CEVIPOF ainsi, : 2,5 % à Emmanuel Macron, 0,5 % à Marine Le Pen, 0,5 % à Nicolas Dupont-Aignan et 0,5 % à Benoît Hamon.
Le 21 février 2017, dans un sondage publié par Le Point, François Fillon repasse devant Emmanuel Macron. Au premier tour, il obtiendrait 21 % contre 18,5 % si François Bayrou n'est pas candidat, et 20 % contre 17 % si François Bayrou est candidat; au second tour, il obtiendrait 56 % contre 44 % s'il est face à Marine Le Pen .
Le 5 mars 2017, dans un sondage effectué par Kantar TNS, François Fillon serait en perte de 3 points dans les intentions de vote, en obtenant ainsi 17 %, le plaçant troisième derrière Emmanuel Macron et Marine Le Pen, distançant cependant de 1 point Benoît Hamon et de 5 points Jean-Luc Mélenchon.

### Défaite au premier tour de l'élection présidentielle
Au premier tour de l'élection présidentielle du 23 avril 2017, François Fillon arrive en troisième place avec 20,01 % des voix, derrière Emmanuel Macron et Marine Le Pen. Il lui manque 465 497 voix pour être qualifié au second tour. Peu après l'annonce des résultats partiels, il reconnaît sa défaite : « Malgré tous mes efforts, malgré ma détermination, je n’ai pas réussi à vous convaincre. Les obstacles mis sur ma route étaient trop nombreux, trop cruels. Le moment venu, la vérité de cette élection sera écrite. Dans l'immédiat, j’assume mes responsabilités, cette défaite est la mienne, et c’est à moi et à moi seul qu'il revient de la porter »,. Il appelle à voter pour Emmanuel Macron car il considère que l’extrémisme du Front national ne peut qu’apporter malheur et division à la France. Le 16 mai 2017, 173 élus de la droite et du centre acceptent la « main tendue » par le président de la République élu le 7 mai, Emmanuel Macron,.

## Analyses

### Analyses juridiques
Très tôt, des juristes s'expriment publiquement sur l'affaire Penelope Fillon jugeant que celle-ci « soulève des questions constitutionnelles d'importance ».
Les universitaires Pierre Avril et Jean Gicquel, spécialistes du droit parlementaire, insistent sur l'indépendance du statut d'assistant parlementaire, du fait du contrat qui le lie au mandat de l'élu qui l'emploie.
Pour l'avocat pénaliste Éric Dupond-Moretti, la séparation des pouvoirs législatif et judiciaire interdit précisément au parquet national financier (PNF) de mener l’enquête au stade où il en a été saisi. Il précise que « selon le droit parlementaire, c’est au bureau de l’Assemblée nationale de se saisir de cette affaire et d’enquêter ». Il reproche également au PNF de n'avoir pas engagé d'action publique pour savoir qui aurait transmis les procès-verbaux aux journalistes Fabrice Lhomme et Gérard Davet.
Reprenant la formule du « coup d’État institutionnel », treize juristes argumentent dans une tribune et dénoncent une procédure qu'ils jugent illégale. Ils affirment que l'action judiciaire en cours viole des principes constitutionnels et soutiennent que « pour préserver le principe de séparation des pouvoirs, les assemblées disposent, comme elles l'entendent, de leurs crédits de fonctionnement. » Pour eux aussi, il est évident que « les faits allégués contre le candidat n'entrent pas dans les chefs de compétence » du PNF. Parmi ceux-ci, Anne-Marie Le Pourhiet, spécialiste de droit constitutionnel, affirme que le PNF n'était pas compétent pour déclencher l'enquête. Selon elle, « l'idée de faire intervenir le juge pénal dans la façon dont un représentant de la Nation organise l’exercice de sa fonction est une nouveauté parfaitement soudaine ». Comme Dupond-Moretti, elle soutient que « la tradition d’autonomie des assemblées parlementaires veut qu’elles fassent leur propre police et exercent elles-mêmes leur pouvoir disciplinaire… » et qu'il n'existe aucune règle « portant sur le choix, le temps, le lieu, la quantité et les modalités de travail des collaborateurs parlementaires ». « Le contrôle de ces pratiques relève du seul parlement, comme elles relèvent de l’entreprise dans le monde du travail ou du chef de service dans la fonction publique ». Pour elle, le juge pénal « vise délibérément et exclusivement » un député qui est un candidat bien placé à l’élection présidentielle. Cependant Challenges a minimisé l'avis de ces treize juristes en arguant que « sous leurs habits de professeurs de droit et autres avocats, se dissimulent quelques-uns des militants les plus actifs contre la loi Taubira et le mariage pour tous, qui trouvent ainsi à remercier François Fillon de leur avoir donné tous les gages de soutien ».
A contrario, Dominique Rousseau, professeur de droit constitutionnel à l’Université Paris 1, soutient que les crédits avec lesquels un député rémunère ses collaborateurs sont des fonds publics. « Par conséquent, au sens du droit constitutionnel, le parquet national financier est parfaitement dans ses compétences pour enquêter sur d’éventuels détournements de fonds publics par un parlementaire ». L'argument selon lequel il y aurait atteinte à la séparation des pouvoirs n'est, selon lui, pas recevable. Car, « ce que la séparation des pouvoirs protège, c’est la liberté d’expression politique de la Nation qui parle par la voix du parlementaire » – « et non l’utilisation qu’il peut faire du crédit affecté à la rémunération de ses collaborateurs ».
Pascal Jan, qui enseigne le droit constitutionnel, constate également « à quel point le principe de séparation des pouvoirs […] est malmené. » Selon lui, rien ne justifie que « des officiers de police judiciaire, sur décision du parquet financier, viennent perquisitionner au Palais-Bourbon ». « La recherche d’un contrat de travail d’un assistant parlementaire ne saurait, en effet, motiver une telle intrusion de la justice au sein de l’institution parlementaire pour connaître des relations entre le parlementaire et son collaborateur. ».
Pour Pascal Moreau, l’embauche de collaborateurs familiaux par les parlementaires comporte un risque pénal particulièrement élevé, dans un environnement où l’interprétation du droit peut être équivoque. Il explique que l’intérêt personnel sanctionné par l’incrimination de l’article 432-12 du code pénal s’étend à tout « intérêt quelconque », c’est-à-dire bien au-delà du cercle familial. Il prône un meilleur encadrement statutaire plus adapté, en particulier au travers de mesures de transparence et de traçabilité du travail effectué, de manière à abolir le soupçon tout en permettant les emplois de proches.

### Analyses politiques

#### Dans les médias français
Pour l'éditorialiste politique Alain Duhamel : « Peut-on demander des sacrifices aux Français lorsque l'on accorde des privilèges à sa famille comme à l'époque de Louis XIV ? ». Si la primaire de la droite a été exemplaire, son vainqueur ne l'est plus et risque, en maintenant sa candidature, de faire disparaître du deuxième tour des élections présidentielles sa famille politique. La journaliste Catherine Nay qualifie François Fillon de « Tartuffe ». Selon elle, il a profité d'un système légal : « Disons qu'il abusait, en douce, de cette légalité. Et qu'il ne dédaignait pas ces petits arrangements qu'il avait dénoncés jadis ! ».
La journaliste Élisabeth Lévy se dit moins choquée que beaucoup de gens, en expliquant qu'elle a « de l'indulgence pour la nature humaine et que tous les procureurs qui rivalisent dans l'indignation ne sont sans doute pas plus vertueux que celui sur lequel ils s'acharnent ». Elle est convaincue que « Fillon est sincère et qu'il ne comprend pas pourquoi on l'enquiquine pour des pratiques absolument généralisées ». Cette position d'Elisabeth Lévy est identique à celle exprimée par Régis Desmarais dans un article publié sur le blog Mediapart intitulé L'Assassinat politique de François Fillon. Cet article sera repris par François Fillon sur son site de campagne. La Tribune de Genève relève la position originale d'Elisabeth Lévy et de Régis Desmarais dans les médias français.
Le Monde note l'évolution de la perception de Penelope Fillon depuis le début de l'affaire portant son nom. Au début perçue comme complice à cause de son silence et sa discrétion, elle a peu à peu obtenu le statut de victime après la mise en scène de l'amour liant le couple lors du meeting de son mari à Paris le 29 janvier, puis l'émission Envoyé spécial diffusé le 3 février, durant laquelle les spectateurs sont touchés par la sincérité apparente de la femme. Ils viennent à se demander si elle pouvait être au courant d'avoir détourné de l'argent public, si tel est le cas.
La conférence de presse du 6 février ne convainc pas complètement les décodeurs du journal Le Monde qui constatent que des zones d’ombre et des questions non résolues demeurent et listent neuf failles dans la défense de François Fillon.
L'Obs publie le 11 février une chronique de l'essayiste Raphaël Glucksmann qui estime : « Ce n'est pas la dénonciation de pratiques népotiques qui menace la démocratie, ce sont ces pratiques elles-mêmes. Ce n’est pas le « nouveau culte de la transparence » qui est dangereux, c’est la persistance de l’antique opacité dans des institutions évoluant trop lentement. Ce n’est pas le « lynchage médiatique » de Fillon qui pose problème, c’est le million d’euros encaissé par le couple sur le dos d’un État qu'il dit en faillite ».
Le 23 mars 2017, L'Émission politique de la chaîne France 2 invite la romancière Christine Angot, soutien de François Hollande, elle-même mise en examen pour diffamation, à débattre pendant quelques minutes avec François Fillon. Christine Angot critique alors vertement le candidat de la droite, le qualifiant de « malhonnête » et lui reprochant d'avoir comparé sa situation à celle de Pierre Bérégovoy, ancien Premier ministre qui s'est suicidé après une affaire de prêt sans intérêts. Face à François Fillon, qui lui demande de quel droit elle le juge et le condamne, et aux huées d'une partie du public, elle répond qu'elle dit ce qu'elle ressent et ce que, selon elle, des millions de personnes ressentent. Pour la journaliste Éloïse Lenesley, Christine Angot a ainsi mis en valeur un François Fillon apparaissant « comme un animal traqué par une mégère sans pitié ». Le député Éric Ciotti qualifie la prestation de Christine Angot de « grotesque et hystérique », symbole « d’une gauche donneuse de leçons ». Le journaliste Bruno Jeudy et le spécialiste de la communication politique, Philippe Moreau-Chevrolet, pensent qu'elle a rendu service à Fillon. Le journaliste Yves Thréard estime que « ce moment de télévision fut la caricature de ce qu’est un tribunal médiatique, une dictature de la bien-pensance » et que « en chaisière de la morale publique, Christine Angot s’est voulue la parole du peuple, le procureur du politicien pourri » alors qu'« elle n’était qu’une marionnette ridicule, l’intolérance faite intellectuelle ». D'autres voix se font entendre pour au contraire soutenir l'écrivain, comme Jean-Michel Aphatie qui déclare : « Sur le plateau de France 2, l'écrivaine était parfaitement dans son rôle et, avec elle, nous avons assisté à un grand moment de télévision. Elle n'était pas venue pour débattre avec François Fillon mais pour lui lire un message à la suite des différentes affaires qui le touchent. Elle s'est clairement positionnée comme écrivain, venue porter une émotion que beaucoup de Français indignés par les affaires en cours partagent ». Les Inrockuptibles soutiennent également Christine Angot en affirmant qu'elle a remporté son débat.

#### Dans les publications françaises
Le 9 mars 2018, Hervé Lehman, avocat et ancien juge d’instruction, publie une enquête sur le fonctionnement de la justice durant l'affaire, intitulée Le procès Fillon. Il revient sur le rôle d'Éliane Houlette qui décide l'ouverture d'une enquête moins de 24 heures après les révélations du Canard, alors qu'il a fallu un mois dans l'affaire Cahuzac, l'urgence étant de mettre en examen François Fillon avant l'élection présidentielle, la suite n'ayant pas d'importance. Il y aurait eu, selon lui, un « enchaînement d'influence » de l'exécutif jusqu'au « bas de la chaîne » pour arriver à ce résultat. Hervé Lehman indique notamment qu’un des trois juges chargés de l’instruction est Aude Buresi, ancienne membre du bureau du Syndicat de la magistrature. « Toutes les personnes qui interviennent dans l'affaire ont été nommées par François Hollande ou Christiane Taubira. Toute la chaîne dans cette affaire, depuis le conseiller de justice de François Hollande jusqu'au président du tribunal ont été nommés par le président. Ils ont des convictions, ils se parlent, et ce qu'on peut dire c'est qu'ils n'ont pas de convictions très fillonistes. (…) Ce n'est pas très sain ».
Le 31 mars 2018, Catherine Nay évoque sur Europe 1 l'enquête d'Hervé Lehman, qui considère que le parquet financier n'avait rien à faire dans cette affaire, car la loi précise qu'il est compétent pour les détournements de fonds publics « d'une grande complexité, en raison du grand nombre d'auteurs, de complices ou de victimes ou du ressort géographique », et selon lequel, « si l'on admet que la Sarthe n'est pas en elle-même un ressort géographique susceptible de complexifier l'affaire » et que le couple Fillon ne constitue pas un « grand nombre d'auteurs », « on cherche vainement la grande complexité de l'affaire ». Elle cite Hervé Lehman qui rappelle que, en revanche, le même « parquet financier n'a pas levé un cil dans l'affaire de la soirée d'Emmanuel Macron à Las Vegas en 2016, organisée en violation des règles des marchés publics, ni sur l'affaire Ferrand sur les Mutuelles du Mans (…), ni sur les emplois fictifs du MoDem de François Bayrou ».

#### Dans les médias étrangers
La presse étrangère s’étonne des privilèges, payés par les contribuables, dont profitent en toute impunité les membres de la classe politique française. Dans Courrier International Bjørn Willum, correspondant à Paris de la radio-télévision danoise explique que dans son pays un candidat pris dans un tel scandale aurait déjà dû se retirer : « Si une telle affaire éclatait [au Danemark] ou ailleurs en Scandinavie, le candidat serait cuit depuis longtemps. », De même, le journaliste du Guardian Jon Henley indique qu'au Royaume-Uni, François Fillon ne pourrait pas rester dans la course.
Pour le magazine américain Foreign Policy, la corruption des élites politiques en France a pour origine les « fondements de la Ve République. Le président, par principe, n’a pas à répondre de ses actes face au Parlement : il règne et ses ministres gouvernent à peine ». Le Spiegel allemand estime que « la République, vue de l'intérieur, révèle que les représentants de l'élite politique entretiennent souvent une image d'eux-mêmes qui rappelle les pratiques d'une monarchie ». Le quotidien suisse Le Temps insiste sur l'incompréhension des correspondants étrangers en poste à Paris, comme sur leur stupéfaction face aux explications du candidat. Le quotidien italien Libero qualifie Le Canard enchaîné de « bijou du journalisme d’investigation ».
À l'annonce du maintien de la candidature de François Fillon le 1er mars 2017 malgré sa future mise en examen, plusieurs journalistes étrangers qualifient le candidat de « sans éthique » et « décadent ». Le journal belge Le Soir considère que François Fillon est « un homme dangereux pour la démocratie » et que ses accusations envers un supposé complot rapprochent sa rhétorique de celle du président américain nouvellement élu Donald Trump, avis également partagé par le Spiegel.

### Analyses économiques

#### Coût pour le budget de l'Assemblée nationale
Le 7 février 2017, Le Monde calcule une estimation précise du montant reçu par Penelope Fillon en euros constants en utilisant un « convertisseur fourni par l’Insee » pour tenir compte de l'inflation. Il obtient un total actualisé de 823 000 euros 2016 (soit +21 % par rapport au total net de 680 381 euros en monnaie courante) et l'Obs écrit que dans cette affaire, « La rémunération en brut […] a du sens car elle montre ce que l’Assemblée nationale a déboursé pour cet emploi ».
Cherchant à rassurer les gens choqués par les sommes mises sur la table, Virginie Calmels (proche d'Alain Juppé) fait valoir que les salaires de Penelope Fillon n'ont rien coûté aux contribuables. Elle déclare que l'argent de l'enveloppe parlementaire aurait effectivement été dépensé autrement si Penelope Fillon n'avait pas été salariée. L’hebdomadaire Marianne reconnaît la cohérence de l'argument mais en récuse la pertinence et la conclusion puisque depuis 2012 le crédit collaborateur non utilisé reste dans les caisses de l'Assemblée. Des commentateurs politiques font remarquer que cette discussion sur le coût esquive les questions principales de l'affaire Penelope Fillon : la question de la fictivité présumée de l'emploi de madame Fillon, et d'autre part, le montant touché par cette dernière très supérieur à la moyenne,,.

#### Hausse des taux d'intérêt de la dette française
Le magazine économique Capital et Le Point constatent que l'affaire provoque une hausse des taux d’intérêt de la dette française sur les marchés financiers, les investisseurs, qui étaient rassurés par la candidature de François Fillon, craignant dorénavant une éventuelle victoire de Marine Le Pen à l'élection présidentielle de 2017. Pour Pierre-Antoine Delhommais, du Point, le Penelopegate est donc « mille fois plus coûteux pour nos finances publiques que les 831 440 euros perçus par Madame Fillon comme collaboratrice parlementaire »,,.

### Analyse historique
Dans Le Point, Loris Chavanette, historien et chercheur spécialiste de la Révolution, établit un parallèle entre l'« affaire Fillon » et l'« affaire Danton », qu'il considère comme une « première affaire » susceptible d'« éclairer » l'autre.

## Suites collatérales

### Affaire Bruno Le Roux
L'affaire Le Roux prend place pendant l'élection présidentielle de 2017, en parallèle de l'affaire Fillon. L'émission Quotidien sur TMC révèle les emplois des deux filles de Bruno Le Roux comme collaboratrices parlementaires de leur père, alors qu'il était député de la Seine-Saint-Denis et qu'elles étaient lycéennes puis étudiantes.
Bruno Le Roux est convoqué le 21 mars 2017 à Matignon par Bernard Cazeneuve pour s'expliquer sur l'emploi de ses filles à l'Assemblée. En fin de journée, il annonce en conférence de presse « avoir adressé [sa] démission au président ».
Le Parquet national financier ouvre une enquête préliminaire le jour même. Il est ensuite entendu par les policiers de l’Office central de lutte contre la corruption et les infractions financières et fiscales (OCLCIFF), le 28 mars.
À propos des contrats d'attachée parlementaire de Penelope Fillon, le socialiste Bruno Le Roux avait dénoncé les « turpitudes » de François Fillon et déclaré : « [Il] devrait y avoir une règle simple, [l'emploi d'un conjoint par un parlementaire] ne devrait pas être autorisé, […] ça peut prêter à suspicion ».

### Affaire du MoDem
Selon des informations du Canard enchaîné, l'assistante parlementaire de Marielle de Sarnez aurait en réalité été la secrétaire particulière de François Bayrou, et était donc rémunérée par le Parlement européen pour un emploi fictif. Si François Bayrou dément et promet des preuves, des témoignages cités par le Canard enchaîné et Corinne Lepage confirment le caractère fictif de cet emploi et mettent en cause un système d'emplois fictifs créé par le MoDem au Parlement européen pour faire rémunérer son personnel avec de l'argent public. Alors qu'une enquête de France Info cite une dizaine d’employés du Modem rémunérés comme assistants parlementaires, François Bayrou appelle personnellement un responsable de la radio pour se plaindre de l’enquête mais est ensuite recadré par le Premier ministre Édouard Philippe.
Cette affaire entraîne la démission de Sylvie Goulard (qui avait récemment quitté le MoDem pour La République en marche !) de son poste de ministre des Armées du gouvernement Édouard Philippe le 21 juin 2017, suivie le lendemain par la démission des deux ministres MoDem, Marielle de Sarnez, ministre des Affaires européennes, et François Bayrou, ministre de la Justice, président du MoDem, qui avait renoncé à se porter candidat à l'élection présidentielle et avait rallié Emmanuel Macron, à la condition qu'une loi de moralisation de la vie publique soit votée rapidement, notamment contre les conflits d'intérêts. L'ouverture du procès est prévue le 16 octobre 2023.
À propos de l'affaire Fillon, François Bayrou avait déclaré que les Français avaient le sentiment que la classe politique leur demandait des sacrifices financiers sans se les appliquer à elle-même et que Fillon n'avait « pas d'autre solution » que de se retirer.

### Affaire Ferrand
Le 17 mai 2017, Richard Ferrand est nommé ministre de la Cohésion des territoires dans le premier gouvernement Édouard Philippe. À la suite de plusieurs affaires, dont des soupçons d'emplois fictifs d'assistants parlementaires, il en démissionne le 19 juin.
Pendant l'affaire Fillon, Richard Ferrand avait violemment critiqué François Fillon, l'accusant en particulier d'avoir péché et de souiller tous les élus,.

### Affaire Mercier
En mars 2017, Michel Mercier, ex-ministre de François Fillon, déplore le caractère « calamiteux » de la campagne électorale, affirme l'urgence de faire voter « une loi de moralisation de la vie publique » et organise le ralliement de sénateurs à Emmanuel Macron, contrairement à la ligne officielle de son parti, qui soutient François Fillon,.
Nommé membre du Conseil constitutionnel en août 2017, il est dans le même temps mis en cause par le Canard enchaîné dans une affaire de détournements de fonds publics (soupçon d'emploi fictif de ses filles, de son fils et de sa femme en tant qu'assistants parlementaires), ce qui le pousse à renoncer à cette fonction avant sa prestation de serment,.
Le 26 janvier 2023, Michel Mercier est condamné à 3 années de prison avec sursis et 50 000 euros d'amende, pour avoir octroyé des emplois de complaisance au Sénat, à sa femme et à sa fille, son épouse est condamnée à 18 mois de prison avec sursis et 40 000 euros d'amende et sa fille à 1 année de prison avec sursis et 10 000 euros d'amende. De plus, le Sénat lui réclame 290 000 euros pour remboursement des sommes perçues par ses proches et par le collaborateur d'un autre sénateur, qu'il a « recruté pour rendre service ».

### Loi sur la moralisation de la vie politique
La seconde partie d'une loi sur la moralisation de la vie politique, intitulée « confiance dans la vie politique », est adoptée par les députés, le 9 août 2017. Elle prévoit notamment l'interdiction des emplois familiaux directs (conjoint, parents, enfants, beaux-parents et beaux-enfants uniquement) de collaborateurs pour les parlementaires, ministres et exécutifs locaux. Considérant que cette interdiction introduit une « discrimination à l'embauche », les députés Les Républicains saisissent le Conseil constitutionnel.

### Statut de «Première dame»
Face aux critiques des élus d'opposition et à une pétition populaire contre l'octroi à l'épouse du président de la République d'un budget sur fonds publics, alors que l'on interdit dans le même temps les emplois familiaux directs pour les parlementaires, Emmanuel Macron renonce en 2017 à sa promesse de campagne électorale de créer, pour selon lui « sortir d'une hypocrisie française », un statut de « Première dame » et de donner « un rôle public » à sa femme, Brigitte Macron. Les moyens dont elle disposera et ses attributions feront finalement l'objet d'une simple charte.

### Affaire Solère
Thierry Solère fait partie de ceux qui pensaient que François Fillon « causait des dommages profonds aux Républicains » et fut l'un des premiers et des plus importants à renoncer à le soutenir à l'élection présidentielle, ce qui lui vaut d'être qualifié en 2017 de « professionnel de la trahison » par Éric Ciotti.
Mediapart, en septembre 2016, puis Le Canard enchaîné, en février 2017, affirment que Thierry Solère fait l'objet d'une enquête préliminaire pour fraude fiscale. Il n'aurait pas payé une partie de ses impôts sur le revenu de 2010 à 2013 et la taxe foncière de 2013. Le Canard enchaîné indique qu'il aurait mal déclaré ses revenus sur plusieurs années consécutives et aurait fait l'objet d'une procédure de rectification avec application de la majoration de 40 % (correspondant à une absence de bonne foi du contribuable).
Début juillet 2018, alors que les chefs de trafic d'influence, de corruption, d'abus de biens sociaux, de financement illicite de dépenses électorales et de manquements aux obligations déclaratives auprès de la Haute Autorité pour la transparence de la vie publique (HATVP) ont été ajoutés au dossier, le parquet de Nanterre demande à l'Assemblée nationale la levée de son immunité parlementaire. La justice le soupçonne d’avoir utilisé sa position d’élu pour favoriser des entreprises pour lesquelles il travaillait en parallèle et d'avoir embauché comme assistante parlementaire fictive la femme d’un ancien employeur. L’Assemblée lève son immunité le 11 juillet suivant.
Le 17 juillet 2018, Thierry Solère est placé en garde à vue.
En 2022, alors qu'il est Conseiller d’Emmanuel Macron, il est mis en examen pour treize chefs d'accusation (dont « fraude fiscale », « emploi fictif » et « financement illicite de dépenses électorales ») et décide de ne pas se représenter aux élections législatives.

### Affaire Cochet
Le 24 octobre 2019, le député LR Philippe Cochet (sarkosyste, derrière la candidature de Fillon jusqu'au bout ) est condamné par le tribunal des Prudhommes à verser à son ancienne collaboratrice parlementaire un rappel de salaire sur trois ans, afin de faire concorder celui-ci avec la rémunération perçue par son épouse Laëticia Cochet, également sa collaboratrice, bénéficiaire d'un salaire de 5 593,03 euros brut mensuels,. Au total, le rappel se monte à environ 90,000 euros. Ce jugement fait suite à des interrogations concernant la nature de la charge de travail de sa femme, nées en 2017 dans le contexte de l'affaire Fillon,,.
En appel, le 8 mars 2023, la Cour juge qu'il y a bien eu « discrimination » de la part de Philippe Cochet « à raison d’un lien de famille » et le condamne à payer 50.000 euros supplémentaires à son ex-collaboratrice, soit 140 000 euros au total,.
D'autre part, en septembre 2024, le parquet national financier le soupçonnant de détournement de fonds publics à raison d'emploi fictif et de fraude pour l'obtention d'une allocation d'aide aux travailleurs privés d'emploi, demande à son encontre trois ans de prison avec sursis ainsi qu'une peine d'inéligibilité de cinq ans, la confiscation de son ancienne permanence parlementaire et la condamnation de son épouse à dix-huit mois de prison avec sursis. Le jugement est mis en délibéré au 11 décembre.

### Affaire du FN antérieure à l'affaire Fillon
En 2014, les députés européens du Front national sont soupçonnés d'avoir employé leurs assistants parlementaires pour servir les intérêts de leur parti sans travailler réellement sur les dossiers européens, ce qui est assimilé à des emplois fictifs.

Le procès se tient à Paris du 30 septembre au 27 novembre 2024.